# 馬自達博物館
馬自達博物館（日语：マツダミュージアム）是位於日本廣島市南區宇品的交通博物館，該館收藏並展示日本馬自達汽車公司歷年的著名市售車種、概念車、引擎技術等。

## 簡介
該博物館於1994年5月開幕，並於2005年擴大展館面積及更新展示內容。館場位置緊鄰著馬自達宇品東工廠，想進入此博物館參觀，必須先利用電話或網站填表預約，在約定日期前往位於廣島縣安藝郡府中町的公司總部集合，再搭乘專用巴士進入。
此館展出的內容包括1931年東洋工業（馬自達的前身）製造之「MAZDA號」三輪車，及歷年的市售車種、概念車等，還有1991年在法國利曼24小時耐力賽獲得冠軍的787B和其他著名車款，有多部車款時常輪流替換展示。此外，也有歷代的轉子引擎與相關零件、黏土模型與汽車組裝過程等展示品。而且還能由主管人員作嚮導，帶領參觀部分生產線的組裝過程。
博物館入口處設有商店，販售與馬自達相關的紀念商品。當然，廣島東洋鯉魚職業棒球隊和廣島三箭職業足球隊的相關紀念商品在這裡也買得到。

## 入場
入場採預約登記制，以電話（預約電話：082-252-5050，須在營業時間平日08：30～12：00、12：45～17：00之間撥打）或在官方網站登記皆可。導覽的語言可分日語（下午一點三十分開始）和英語（早上十點開始），休館日為星期六日、日本國定假日，以及馬自達公司的休業日。

## 展示內容
下列展示品僅為部分而已。

### 車輛

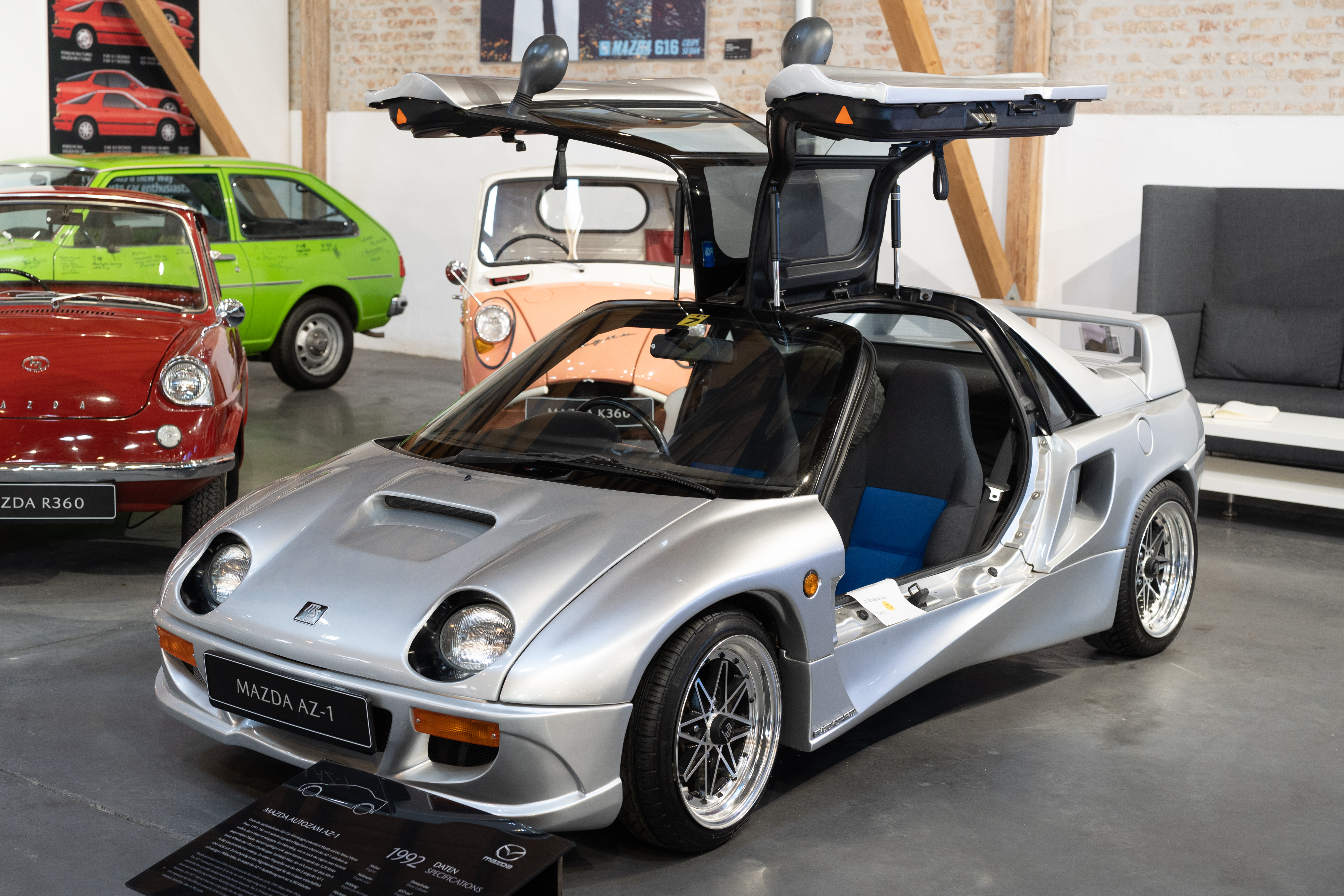
Autozam AZ-1
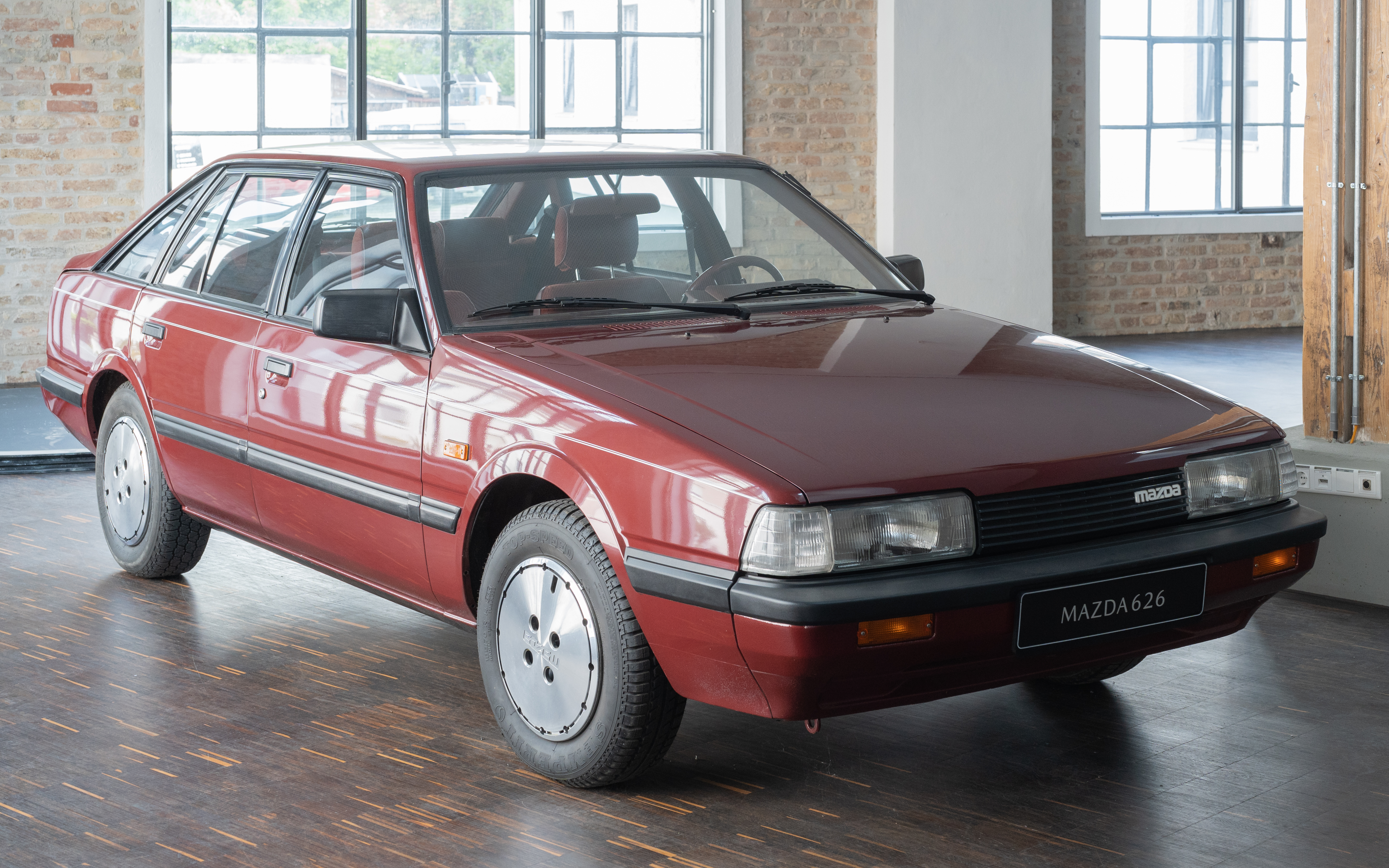
第四代626
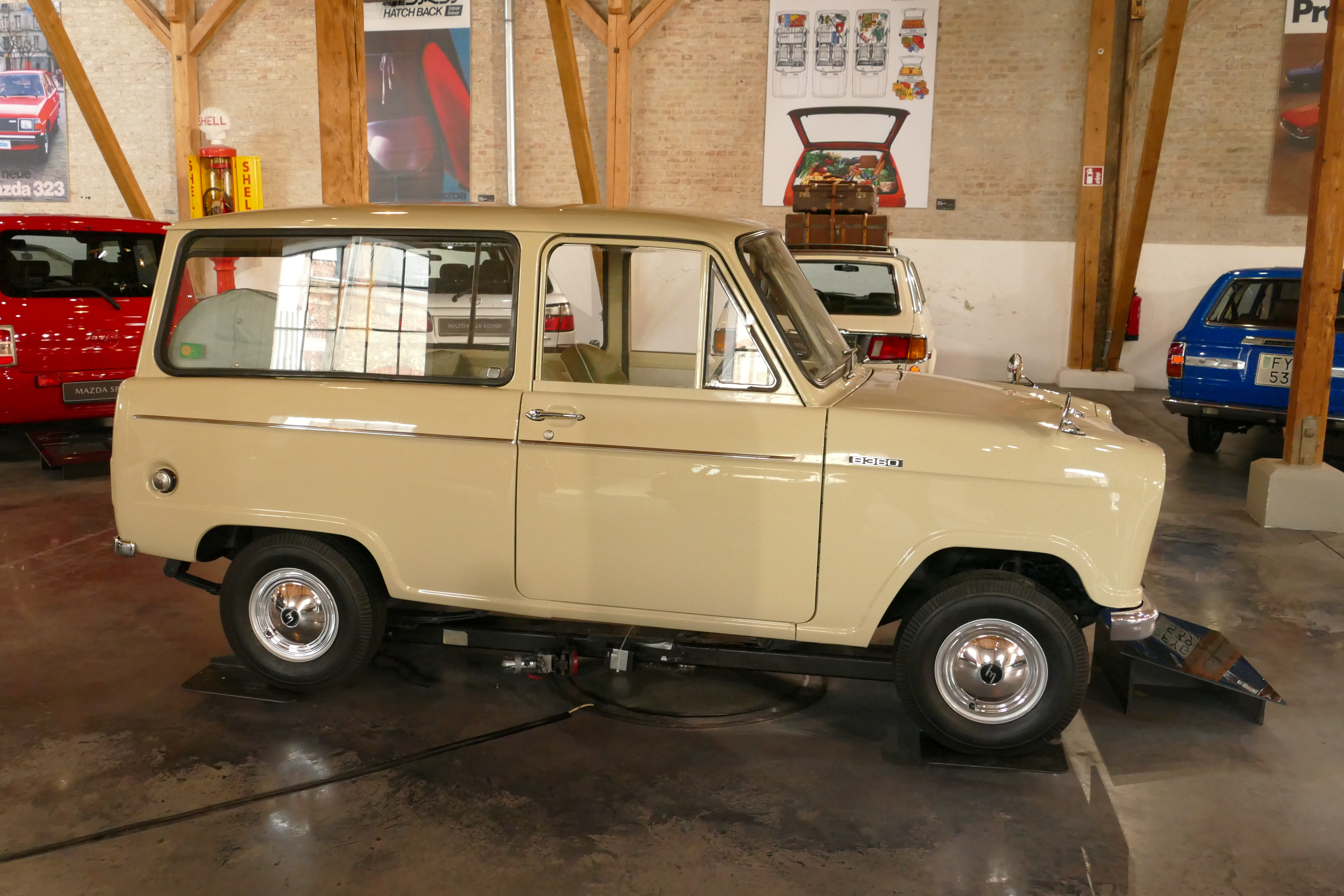
B360
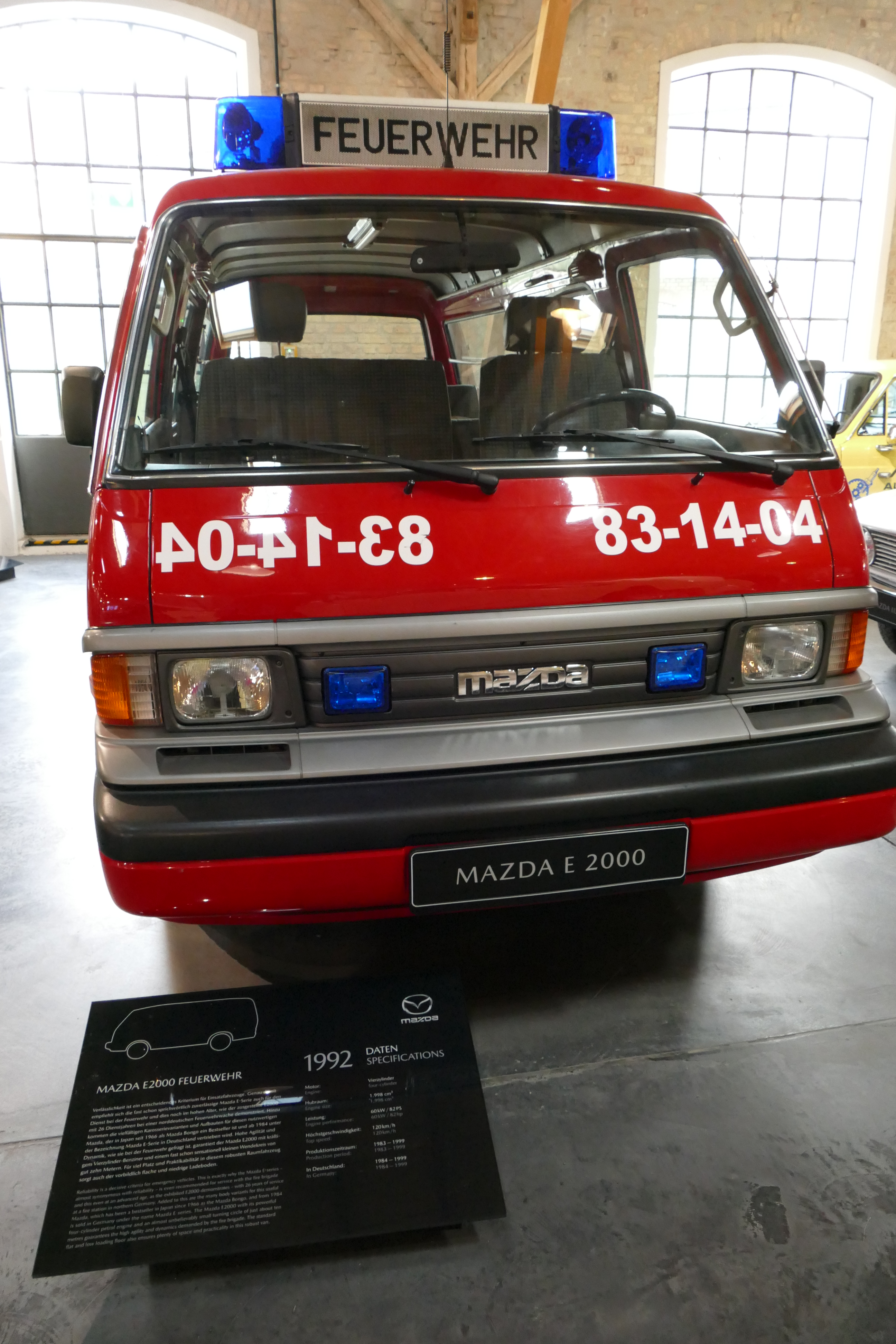
E2000
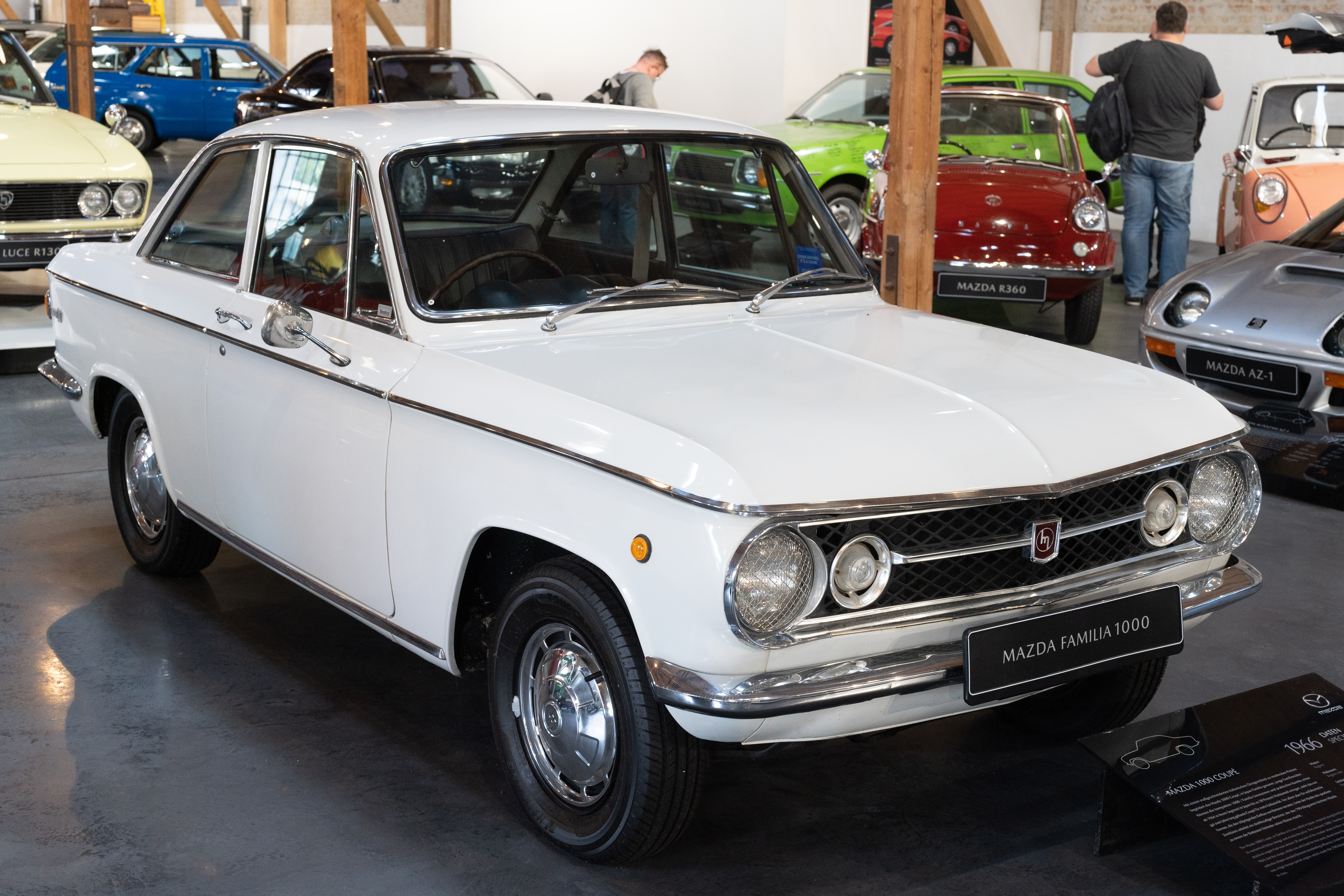
第一代Familia
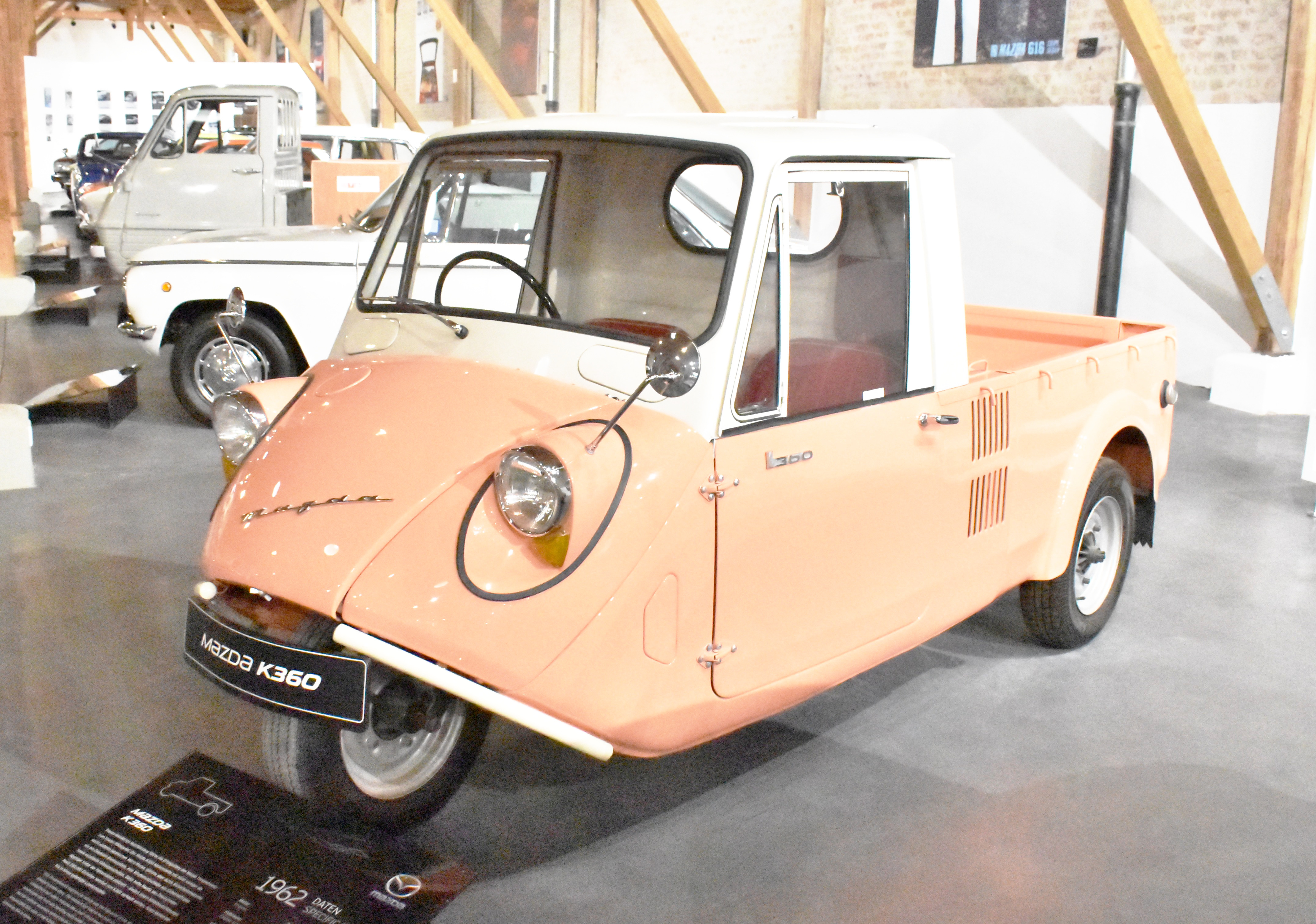
K360
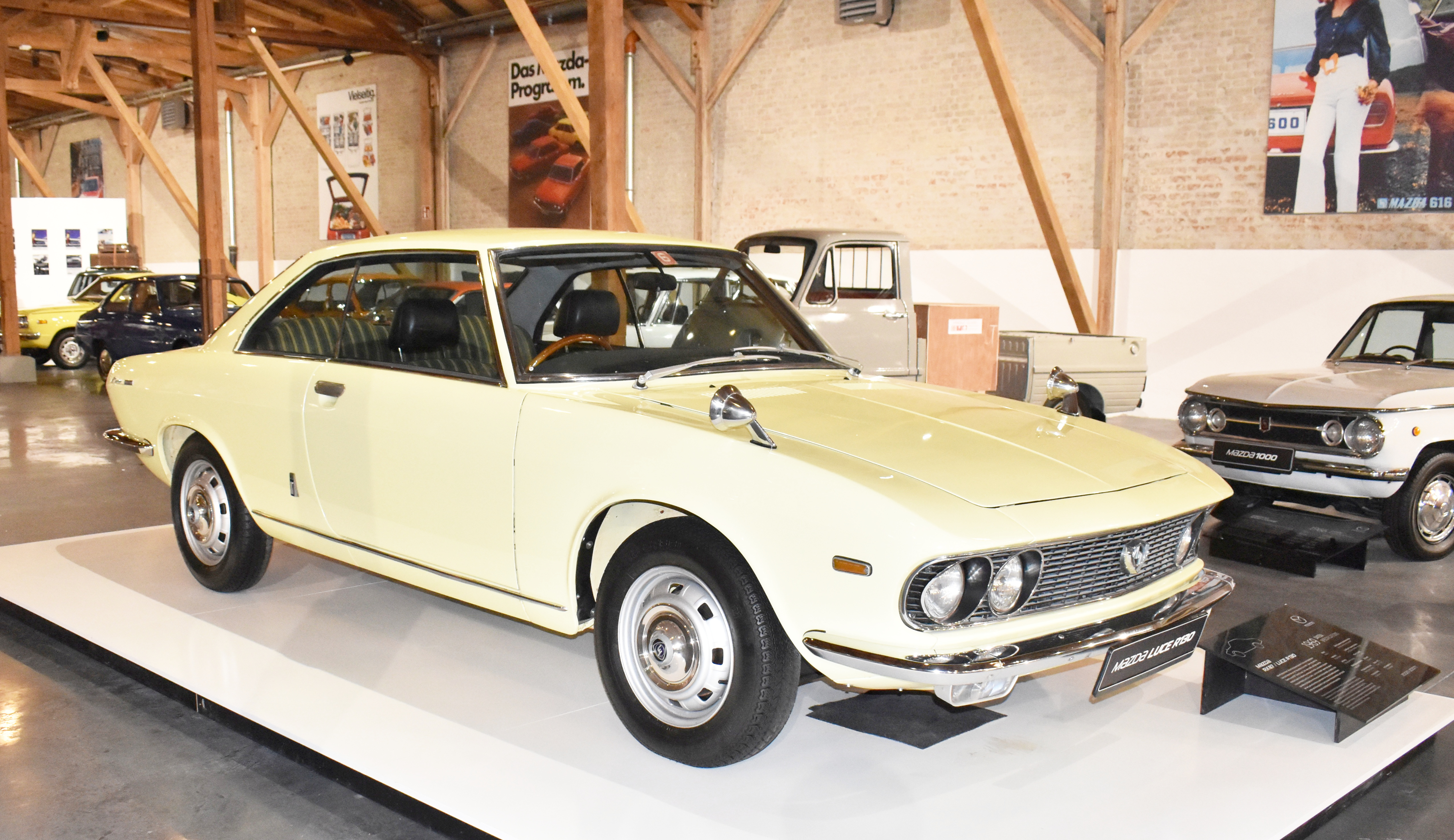
第一代Luce

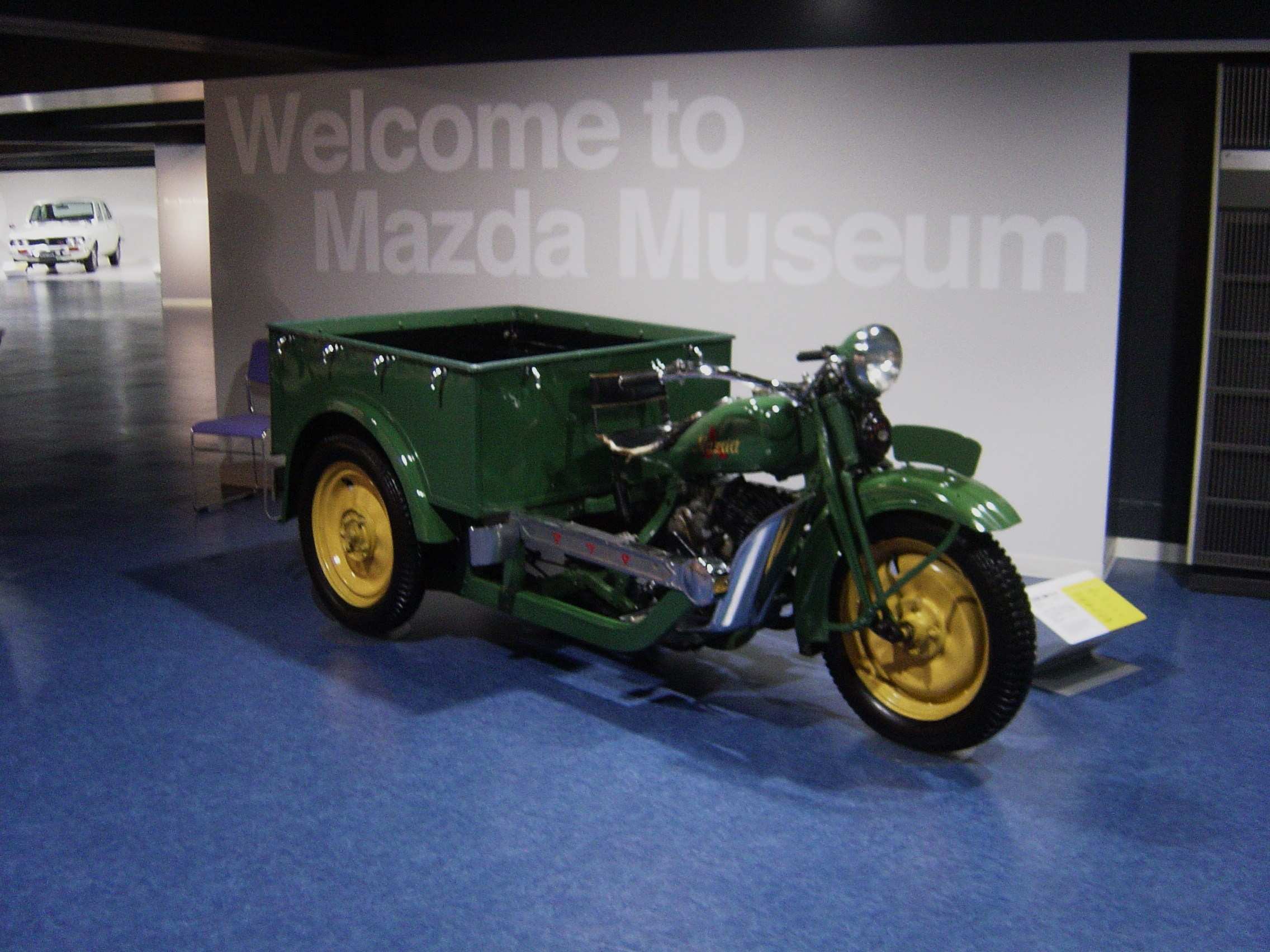
馬自達MAZDA號
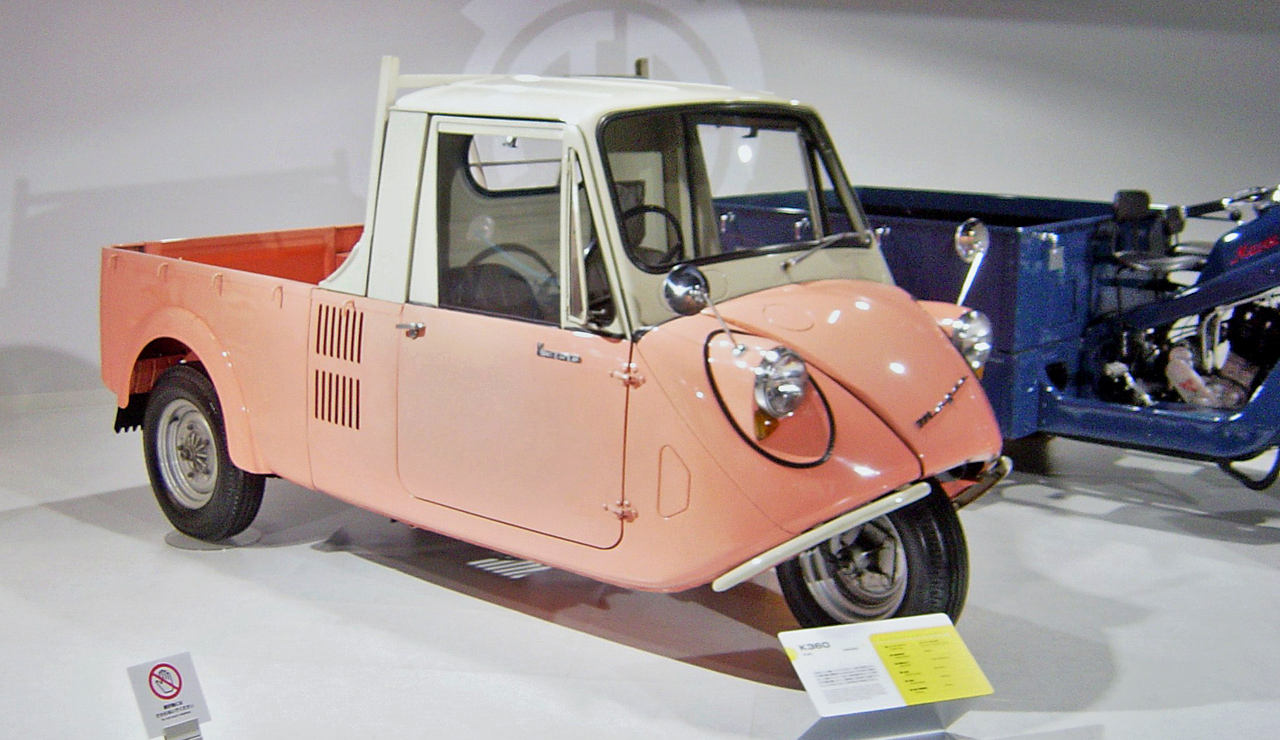
K360
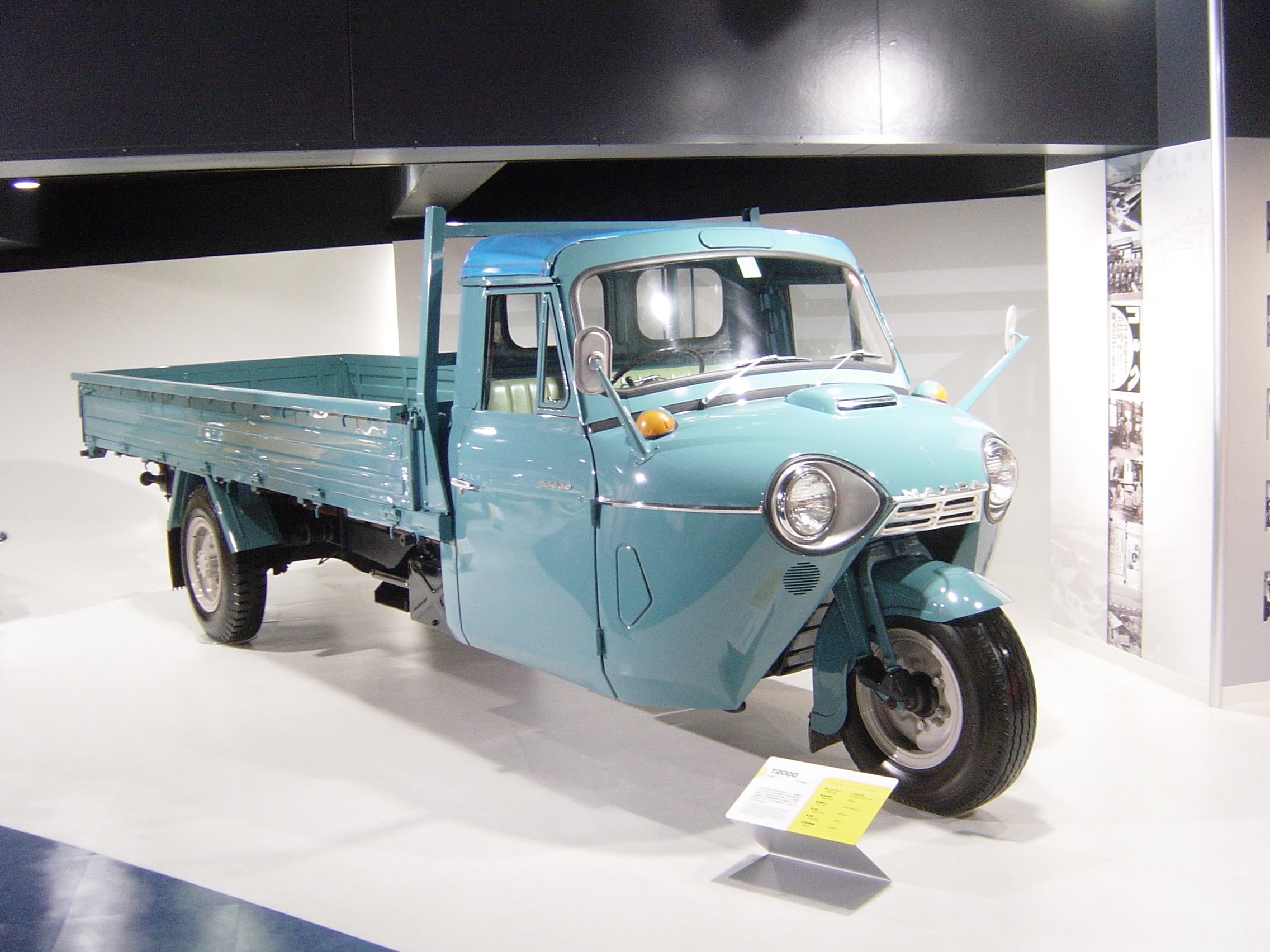
T2000
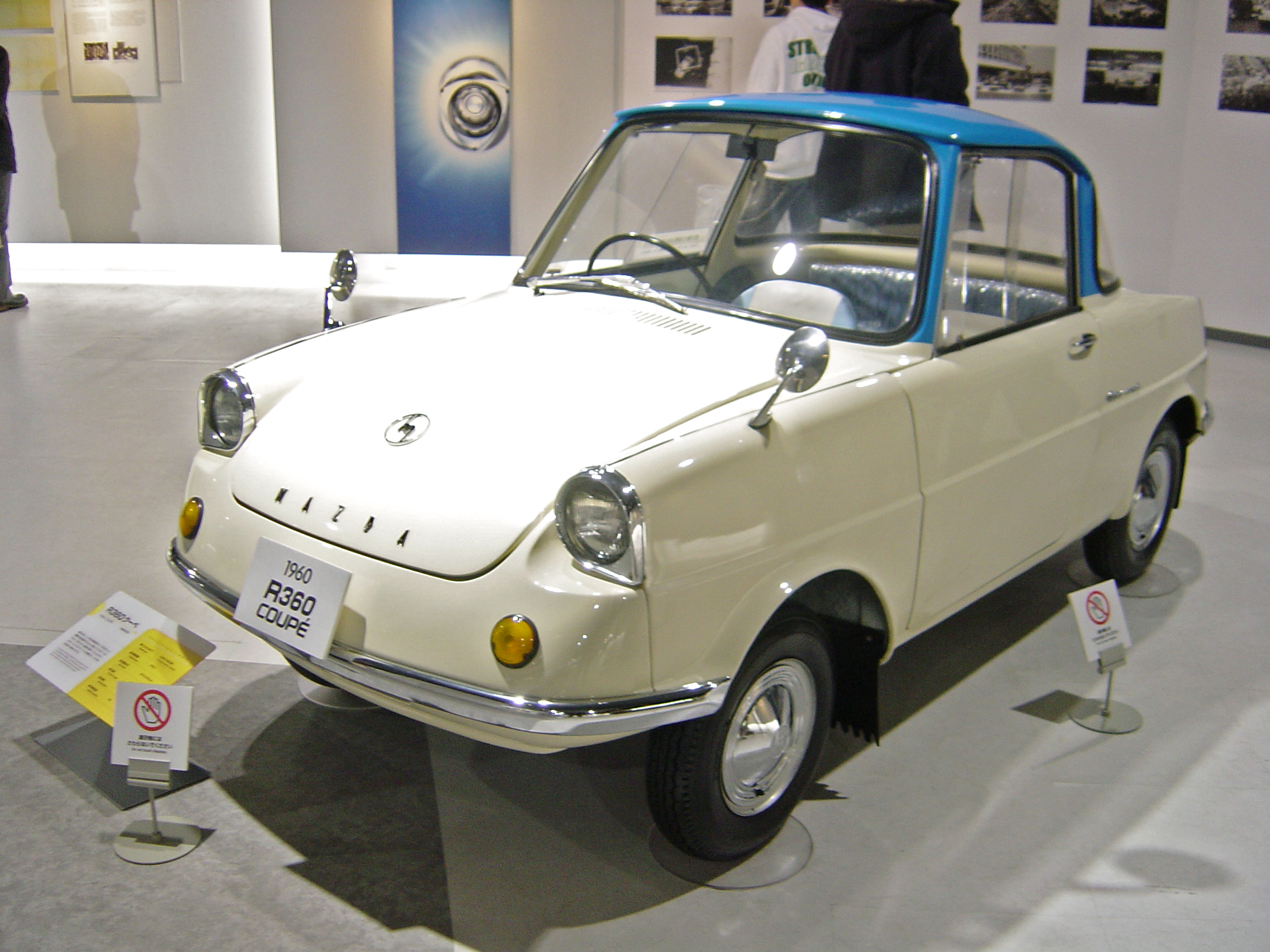
R360 Coupe
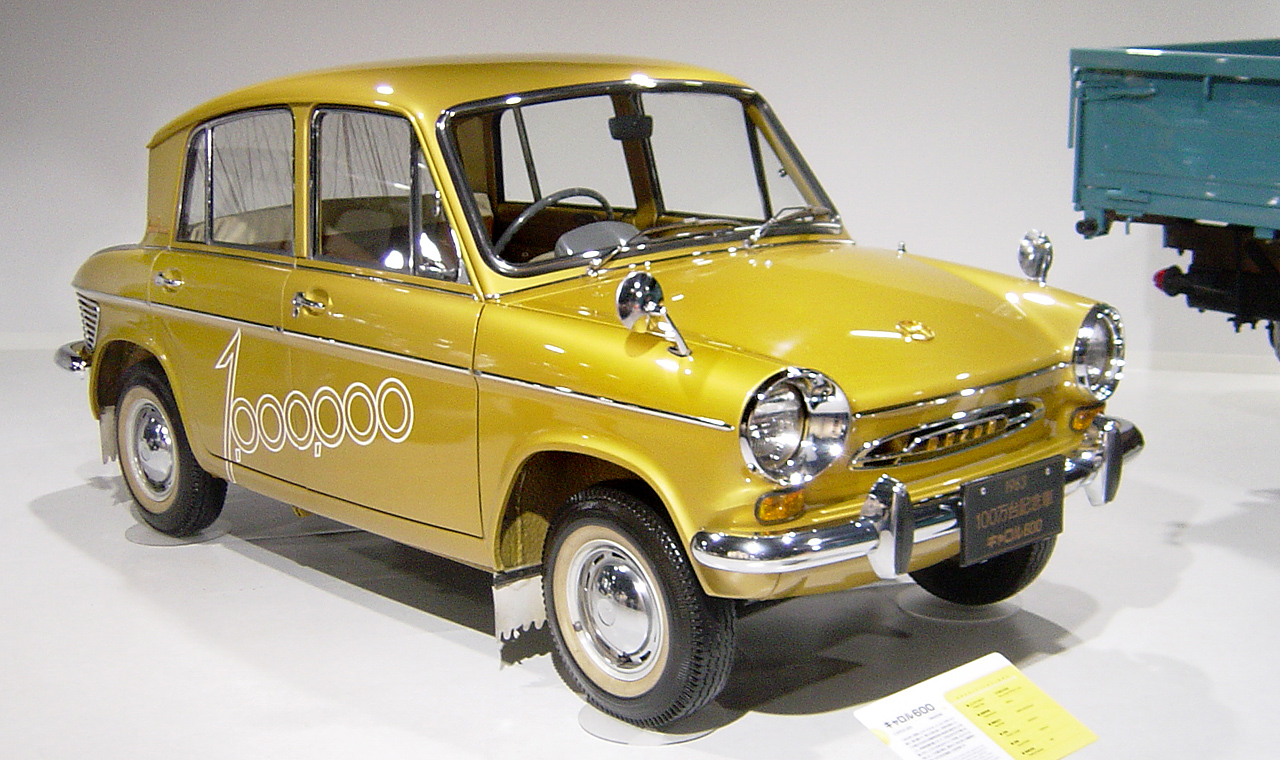
Carol 600
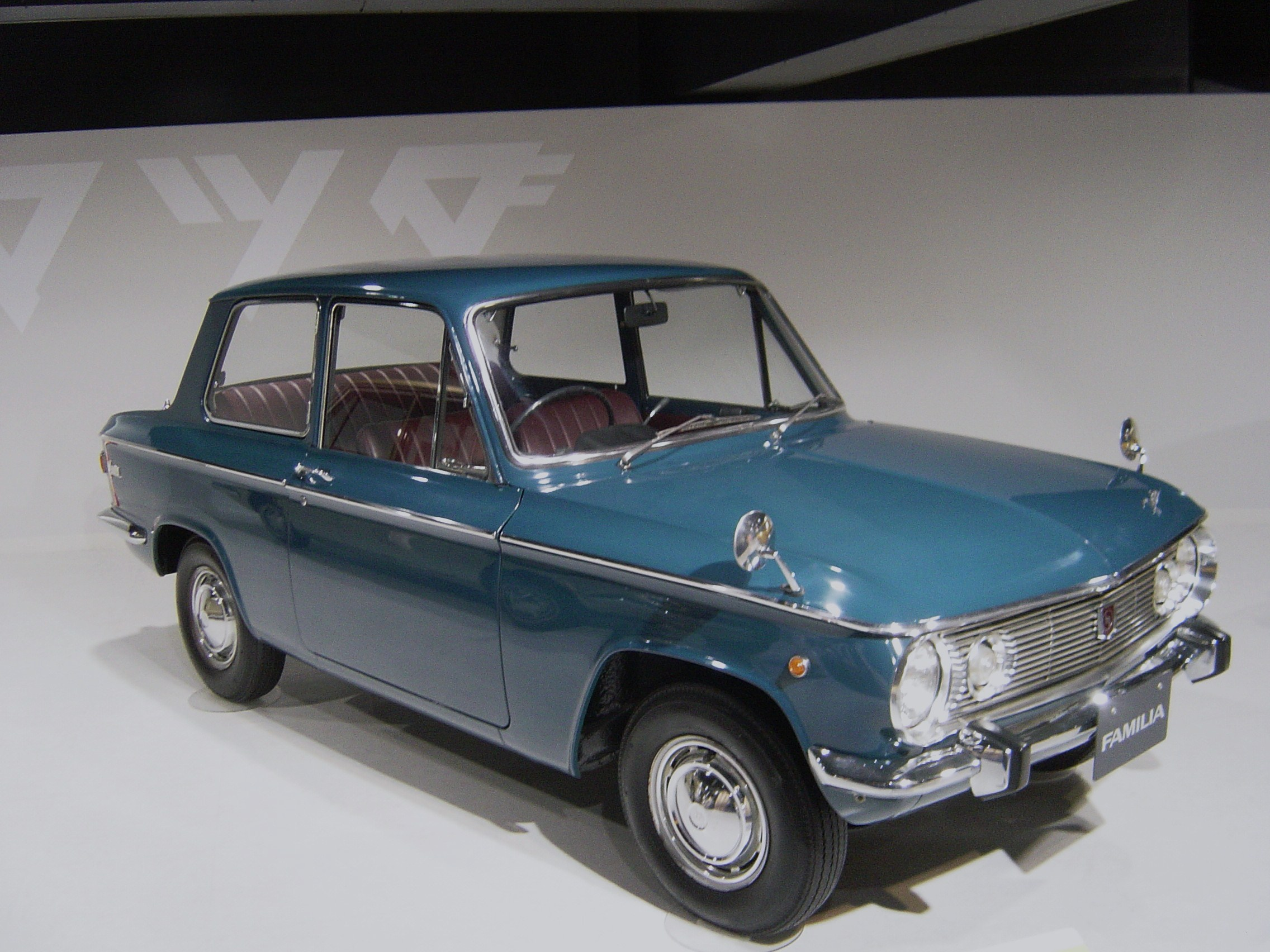
第一代Familia
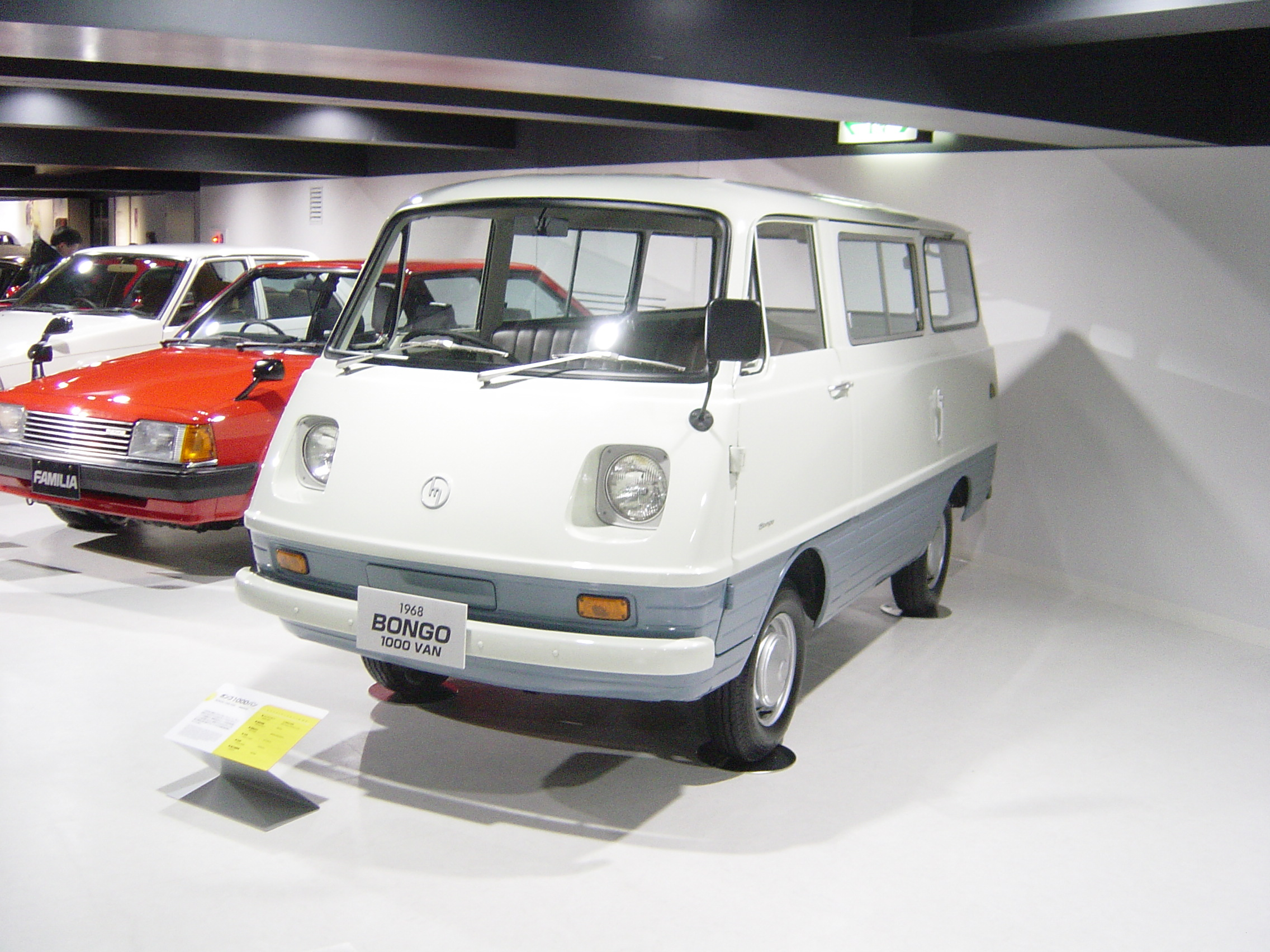
第一代Bongo
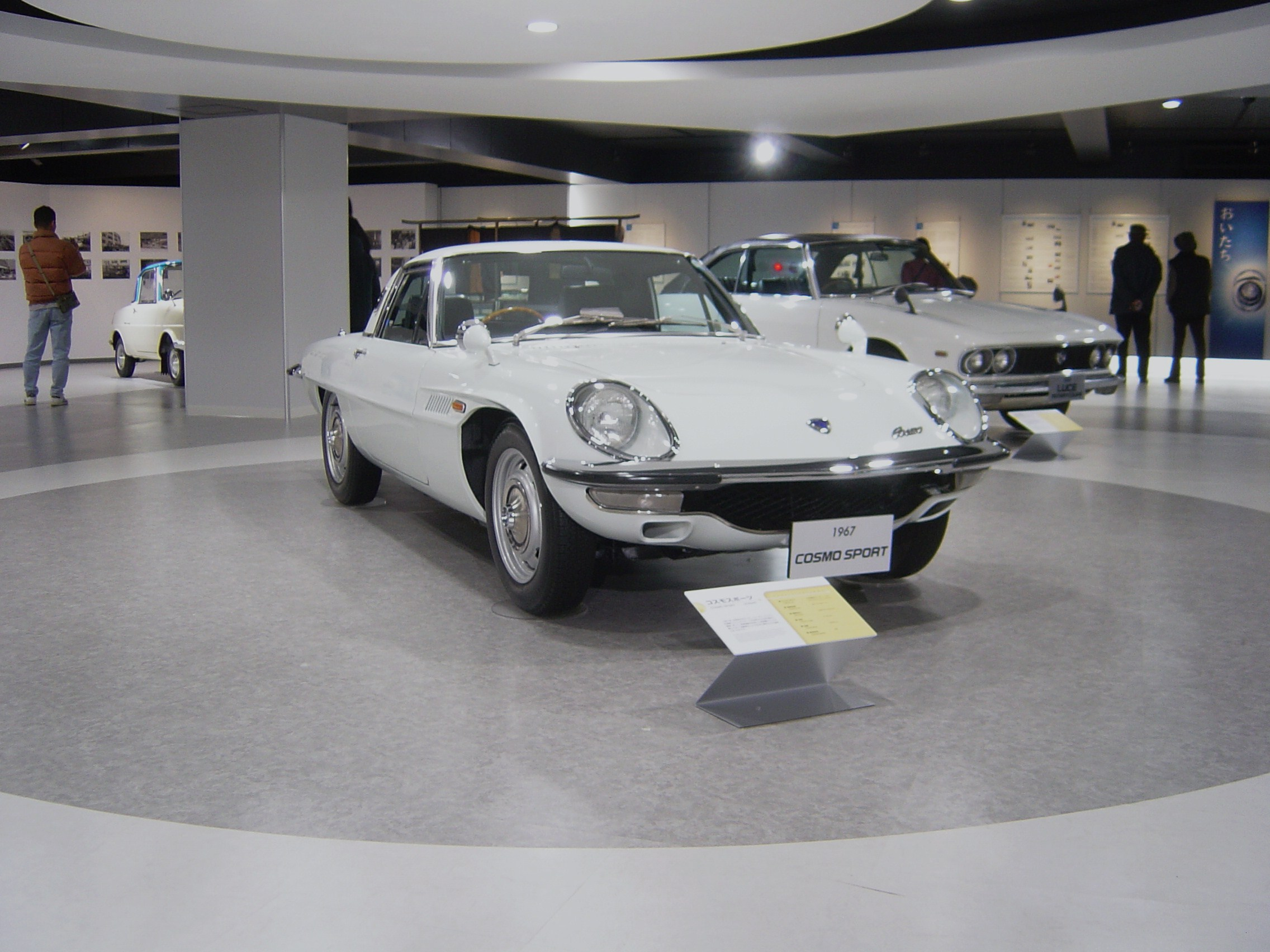
Cosmo Sport
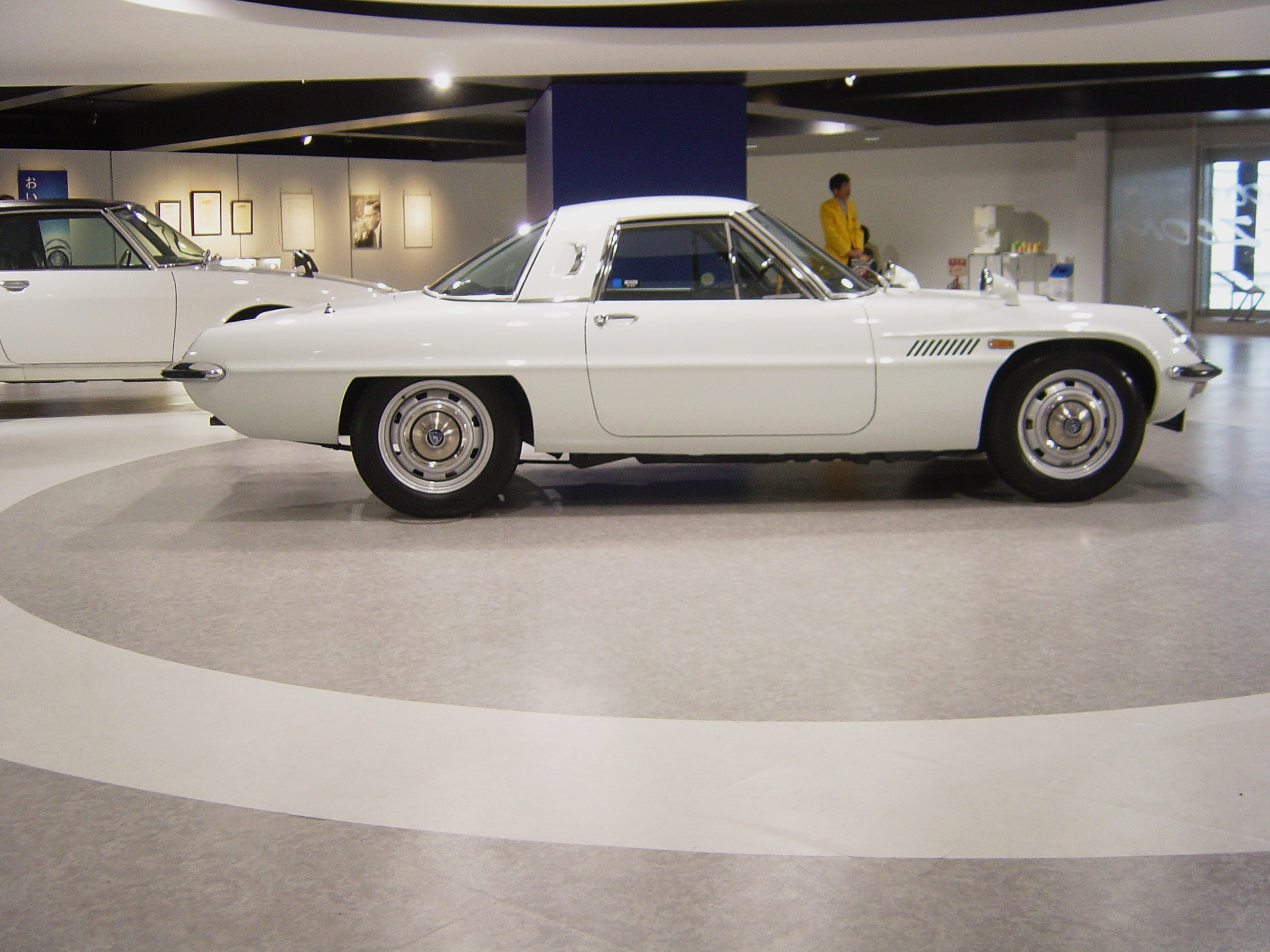
Cosmo Sport
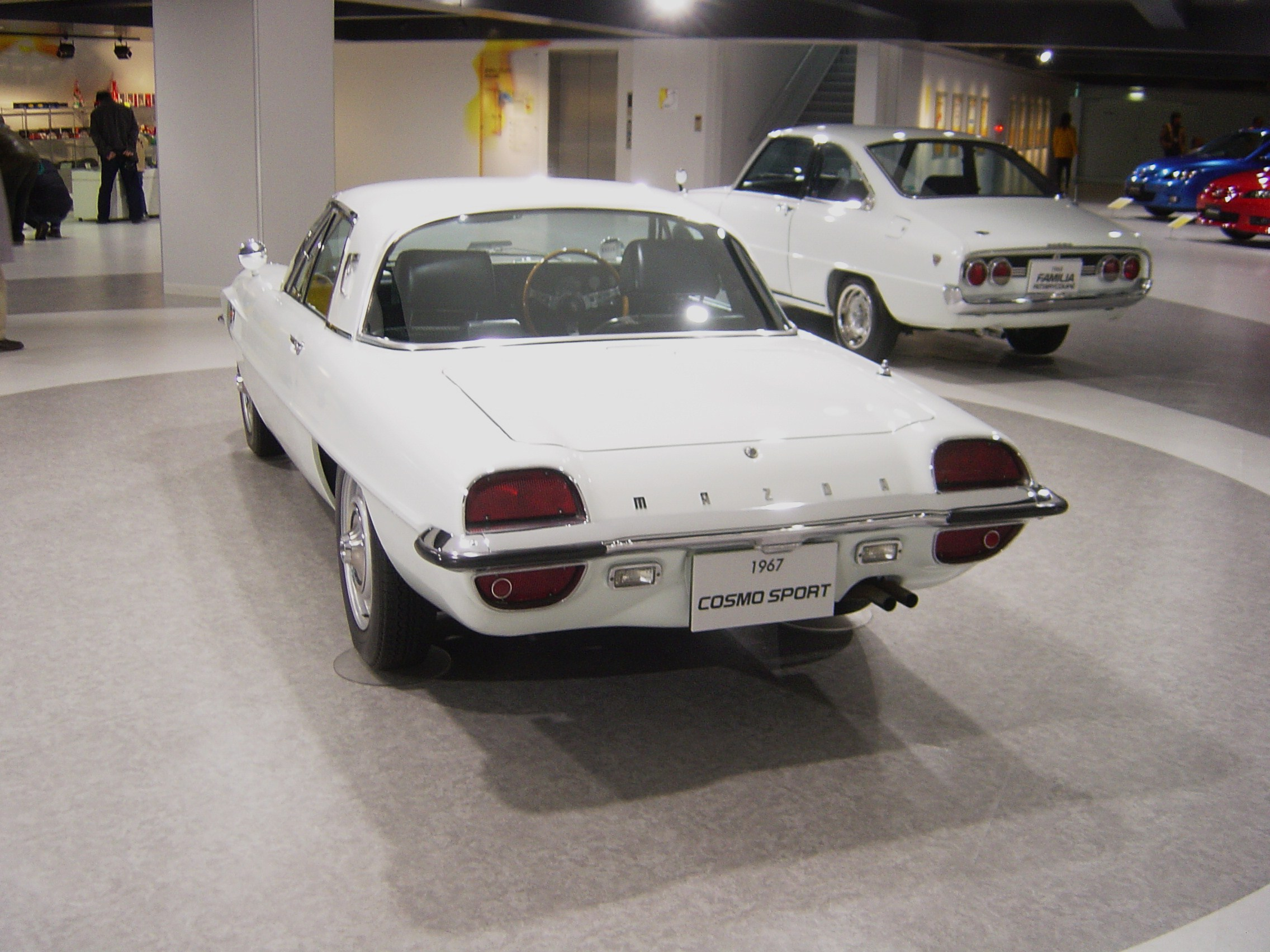
Cosmo Sport
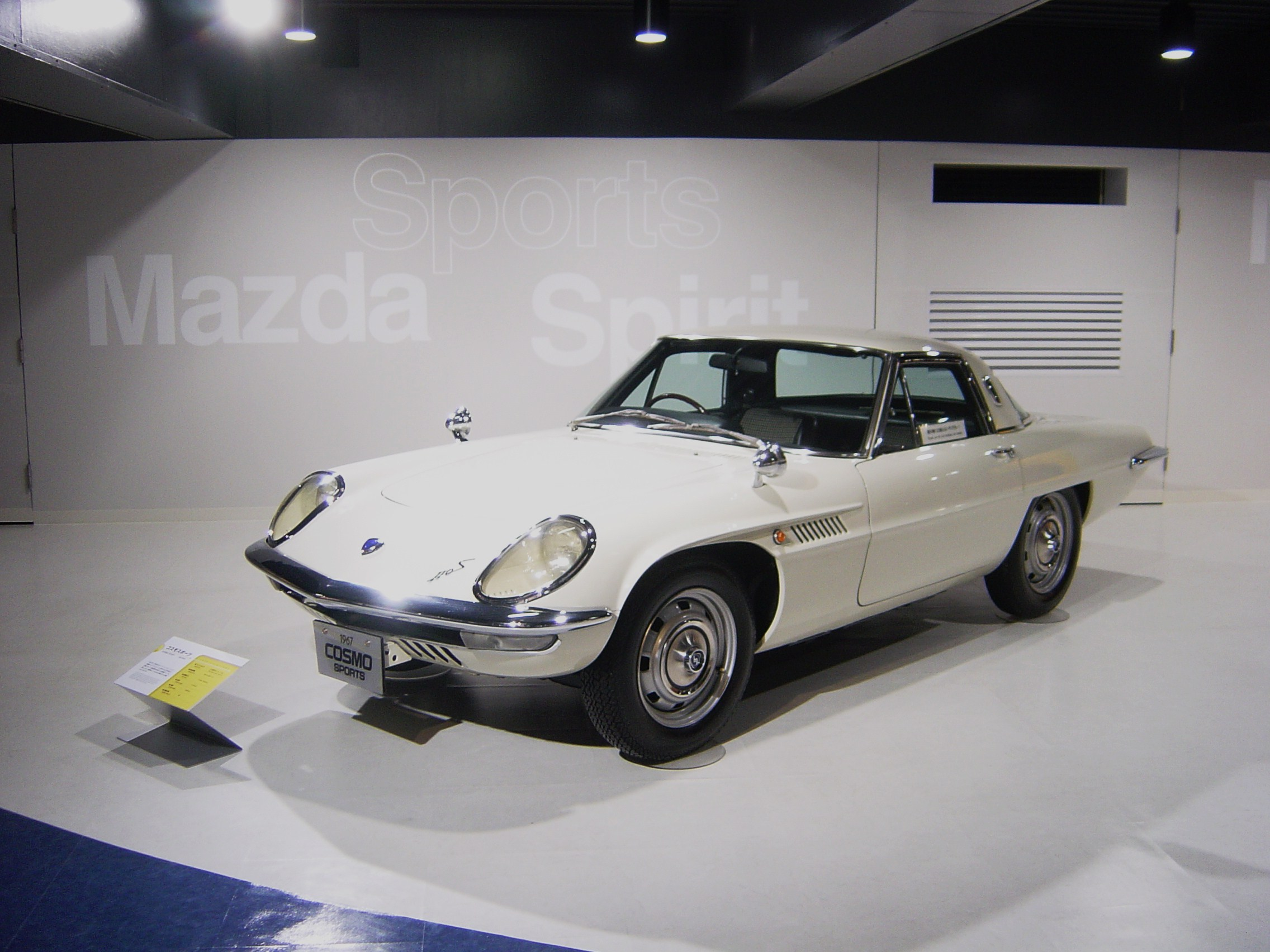
Cosmo Sport
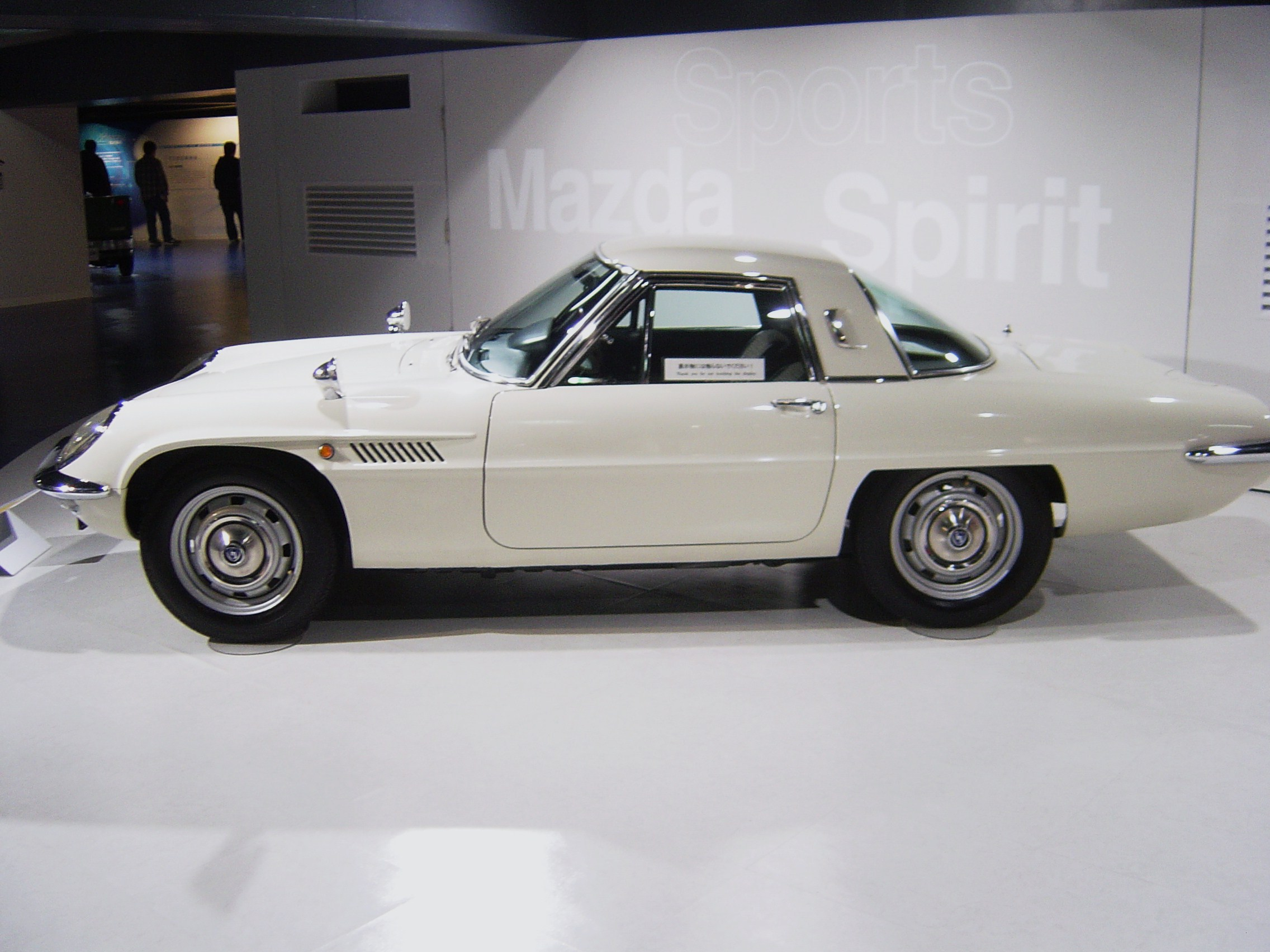
Cosmo Sport
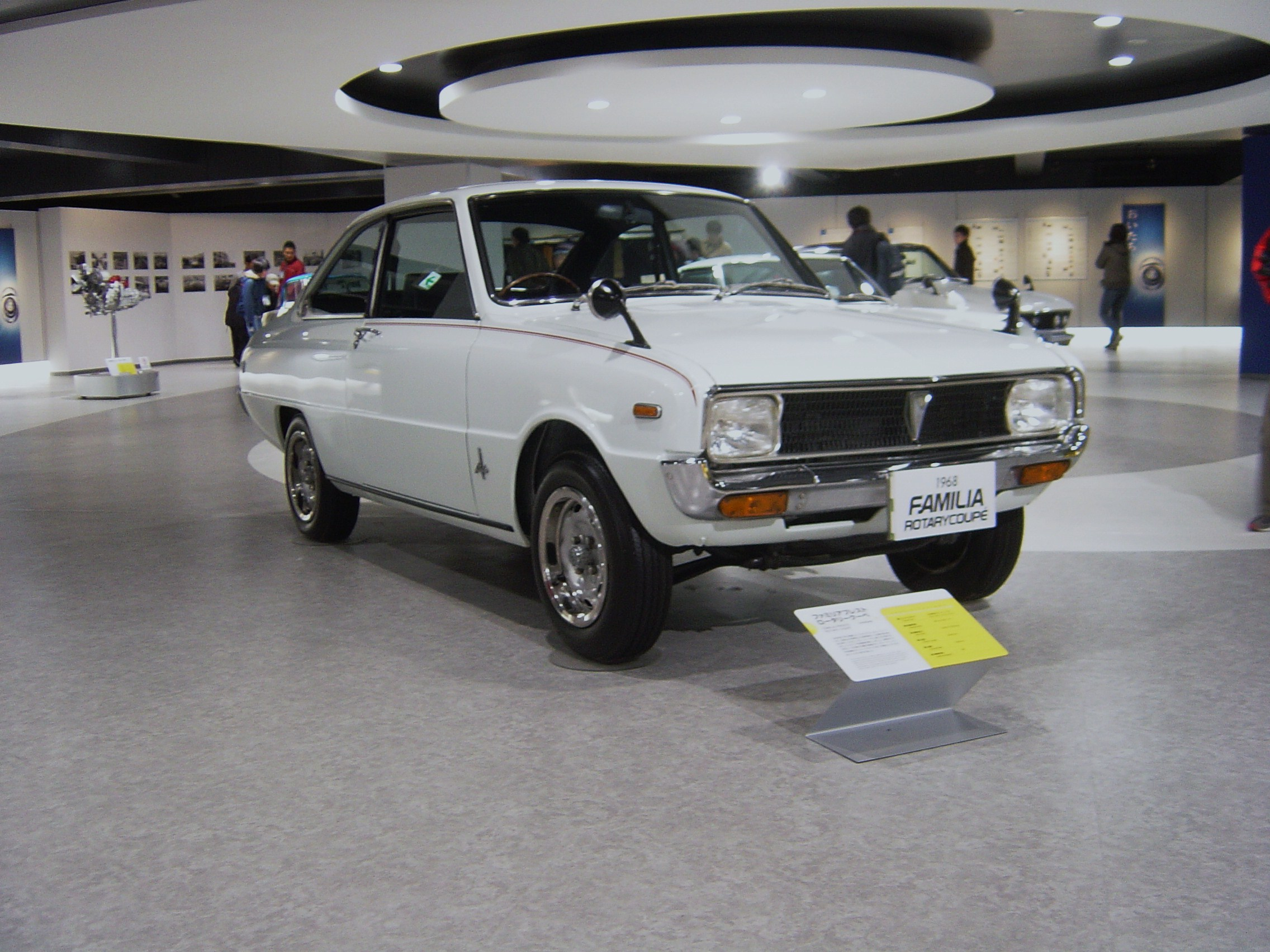
Familia Rotary Coupe
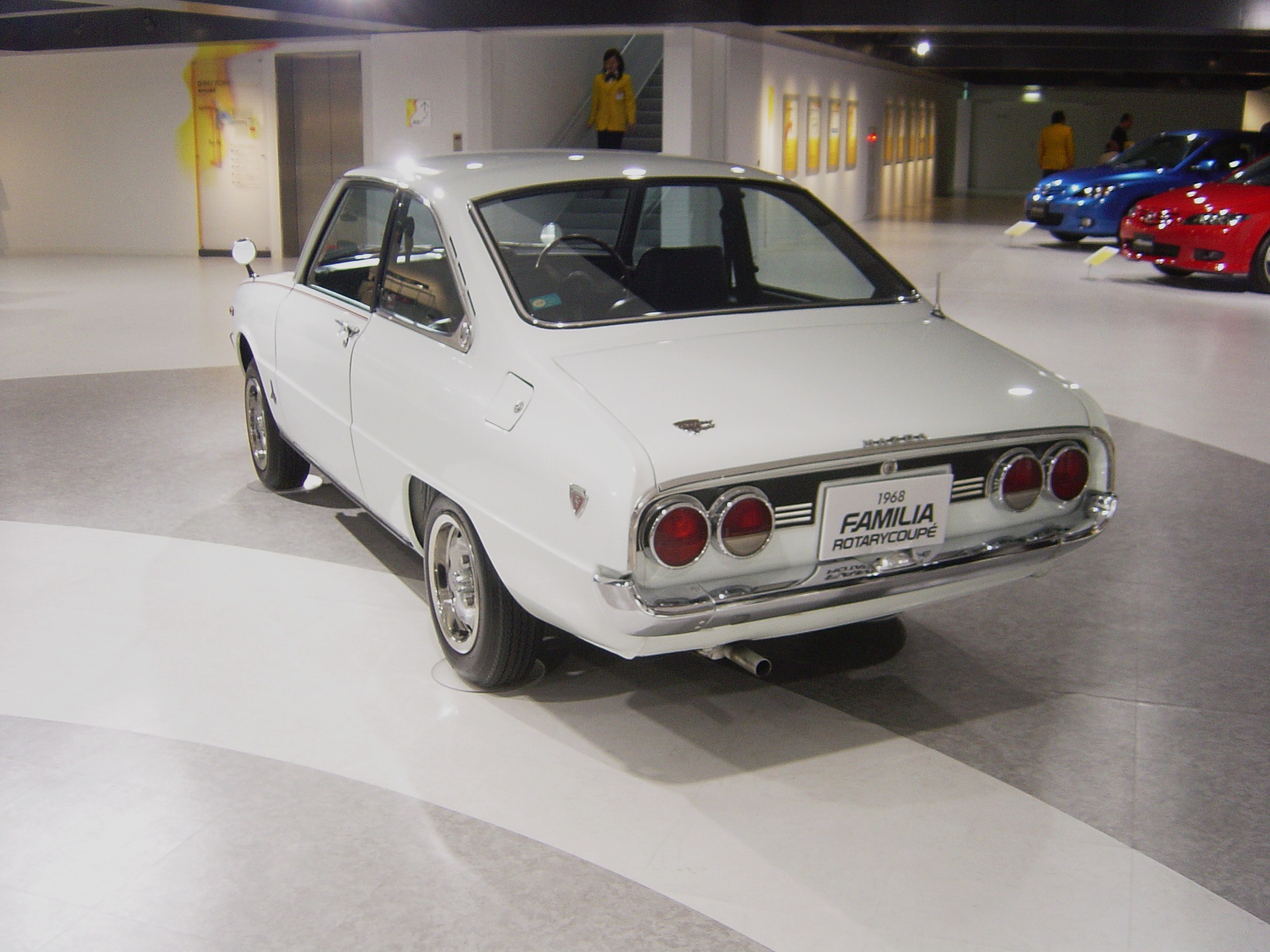
Familia Rotary Coupe
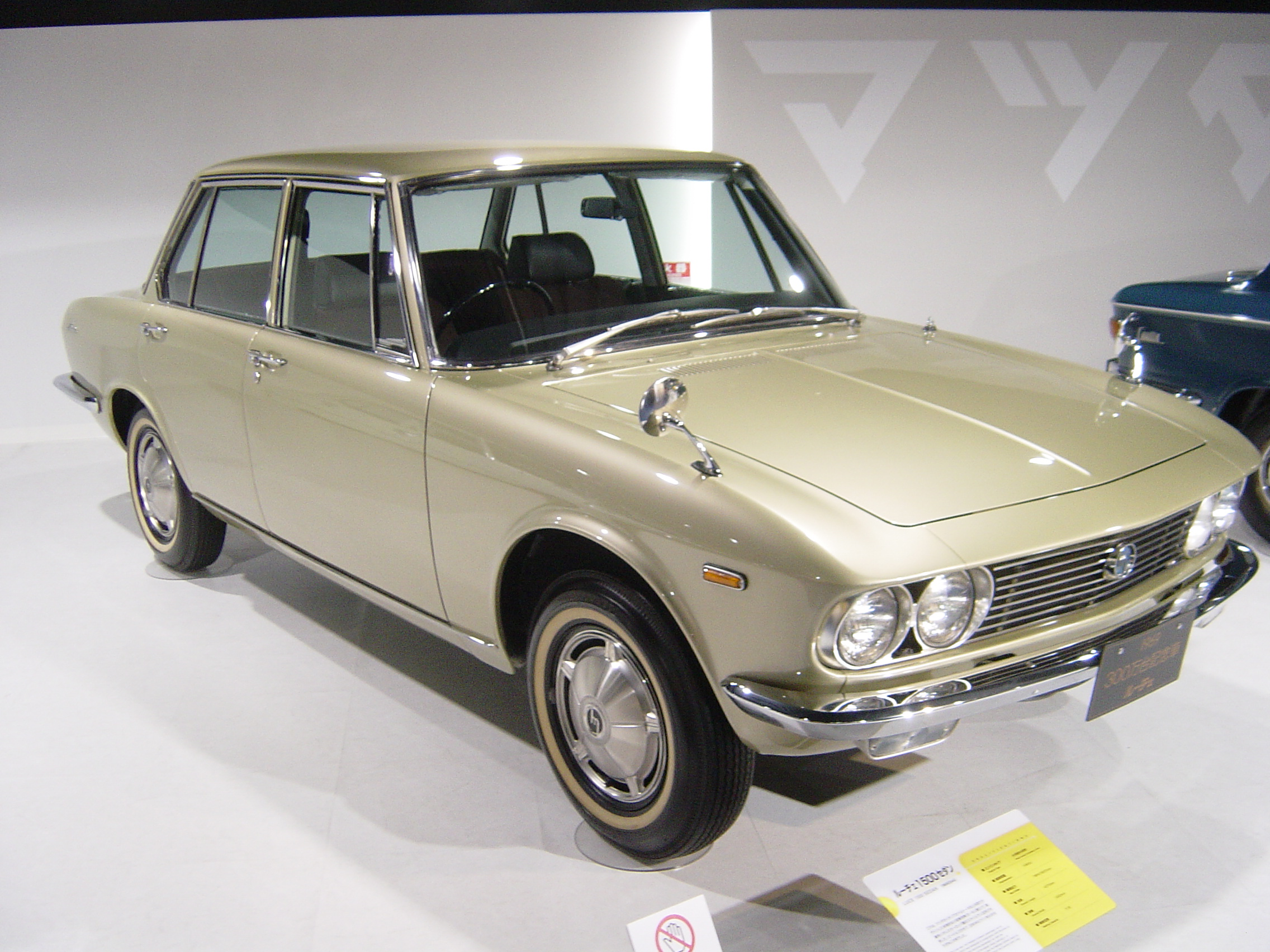
第一代Luce
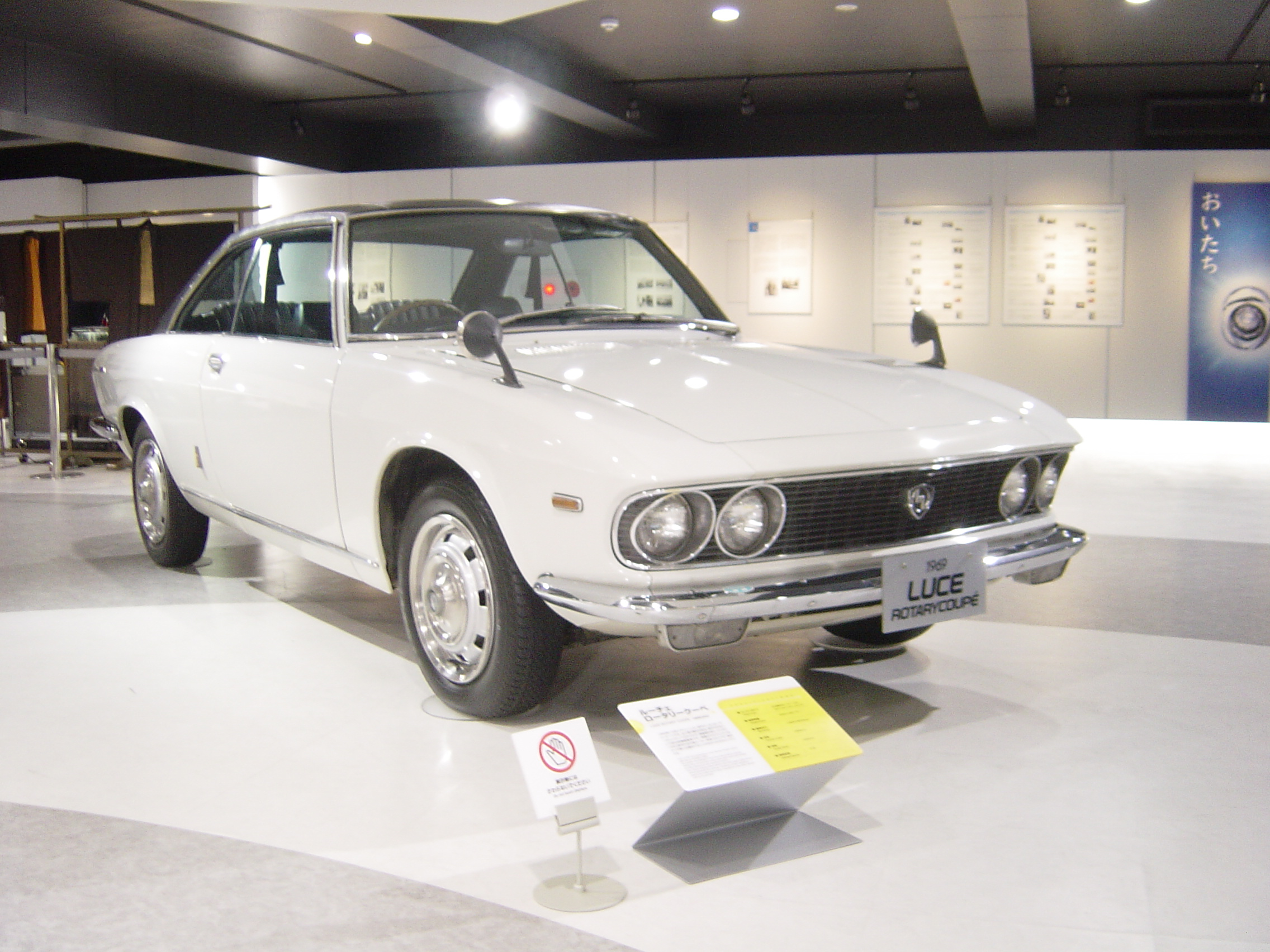
Luce Rotary Coupe
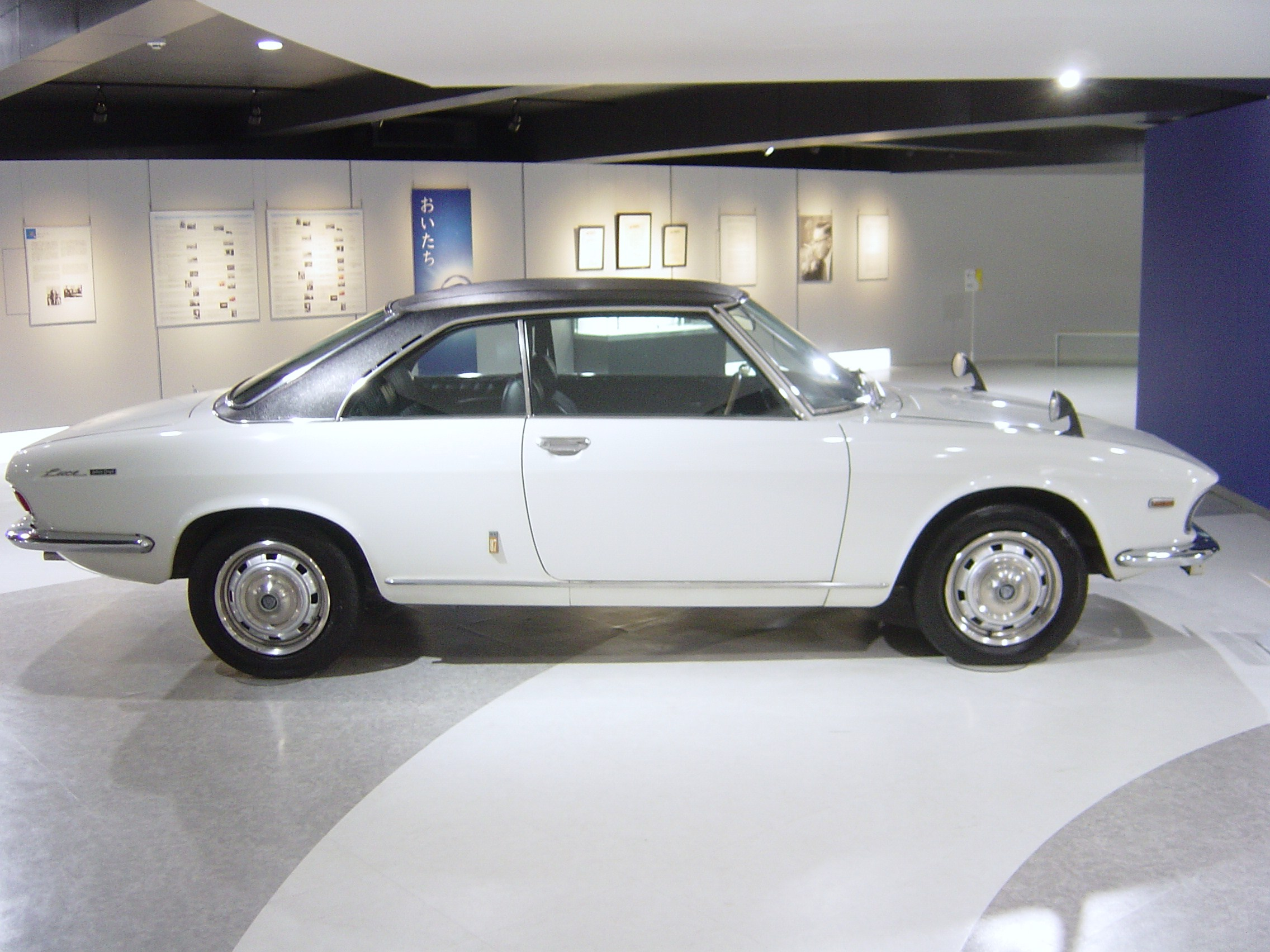
Luce Rotary Coupe
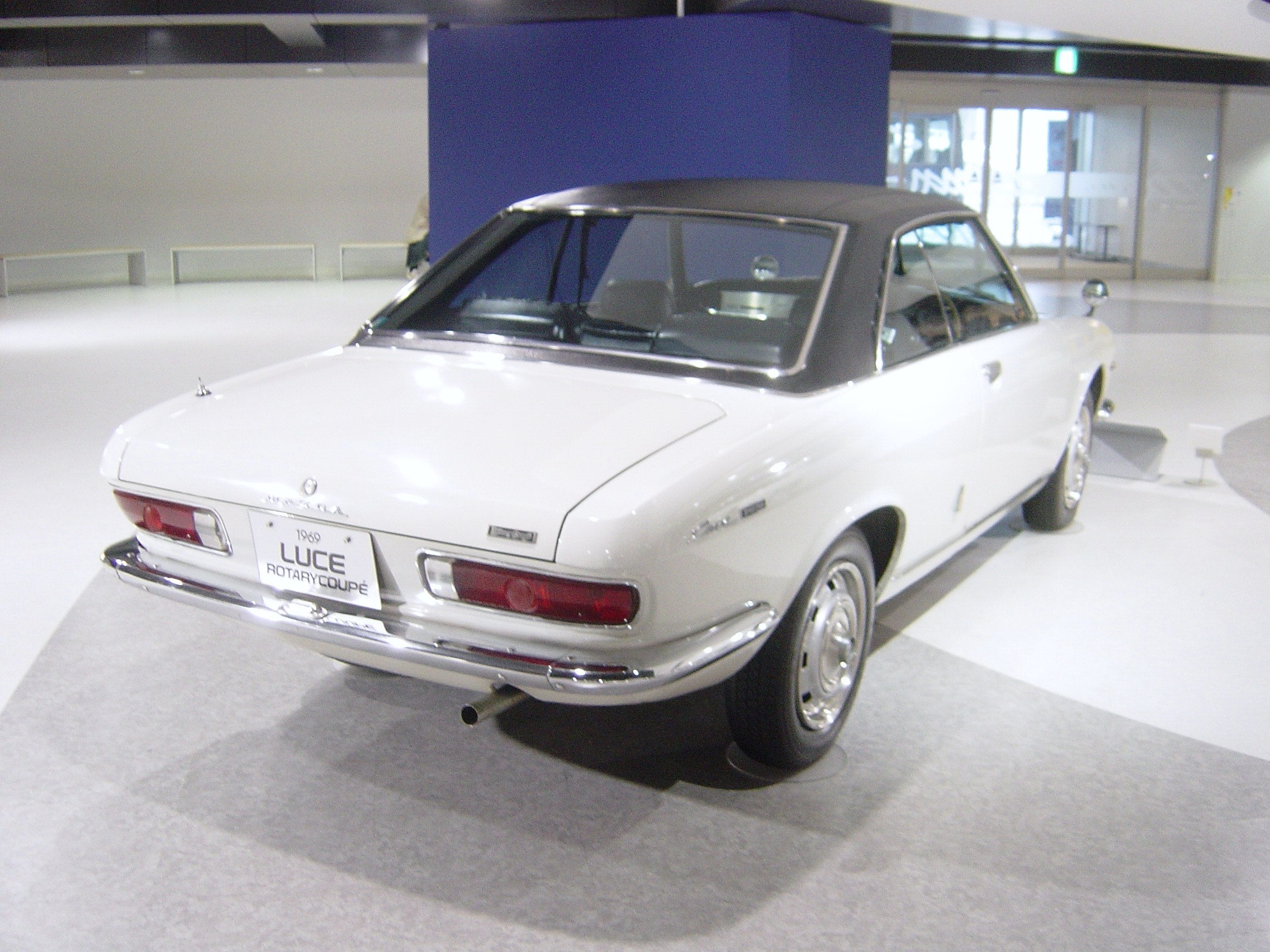
Luce Rotary Coupe
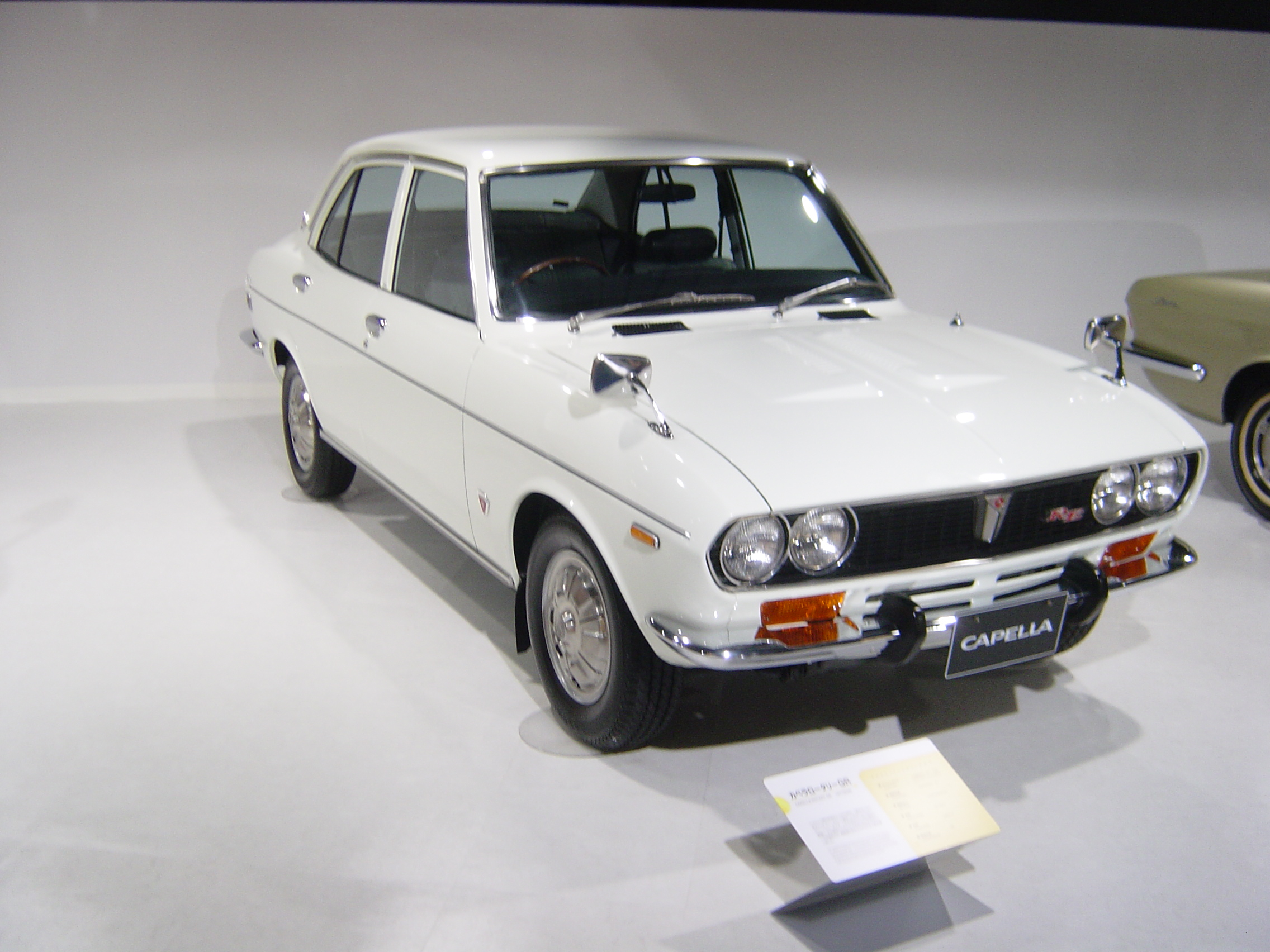
第一代Capella
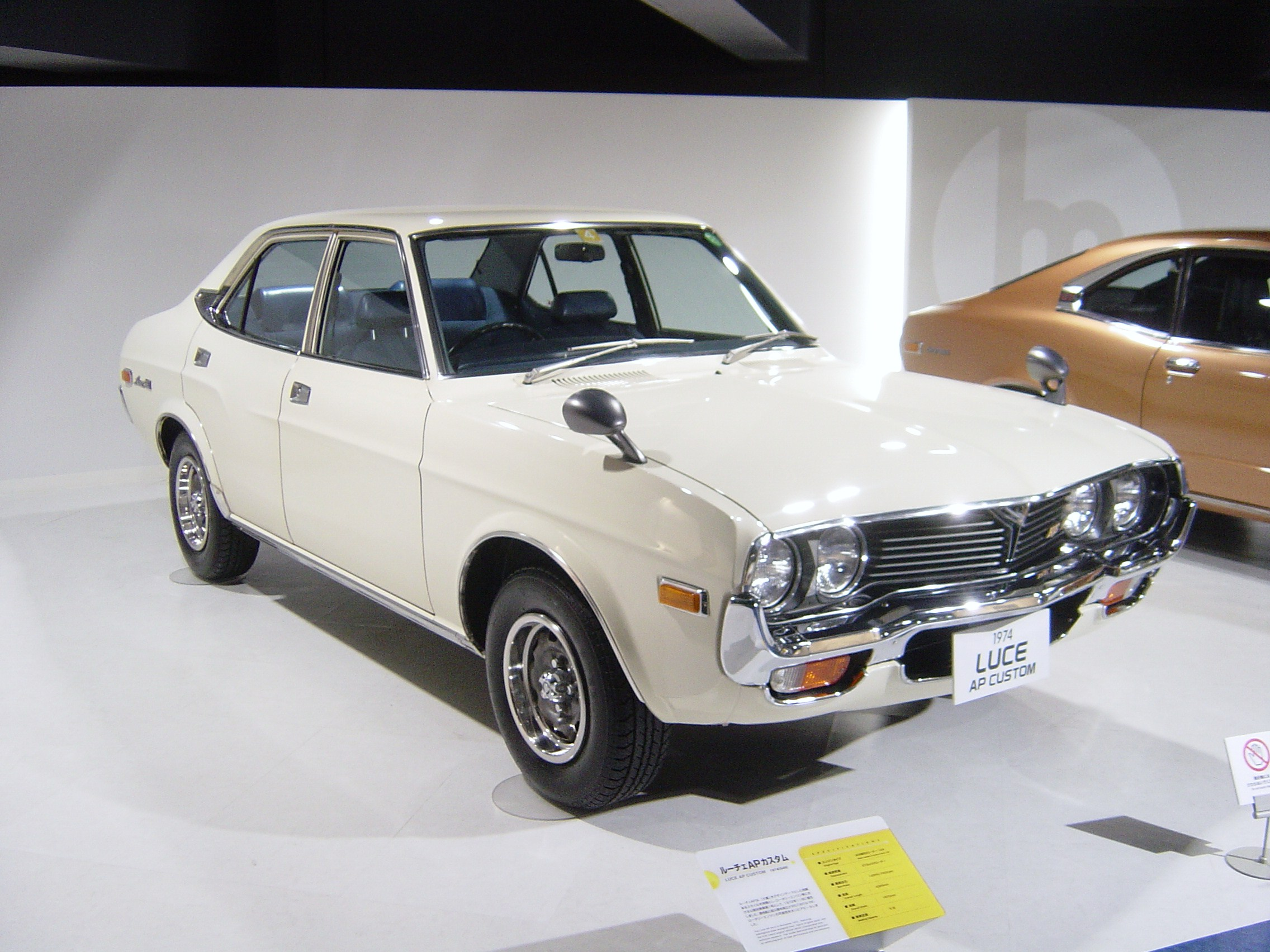
第二代Luce
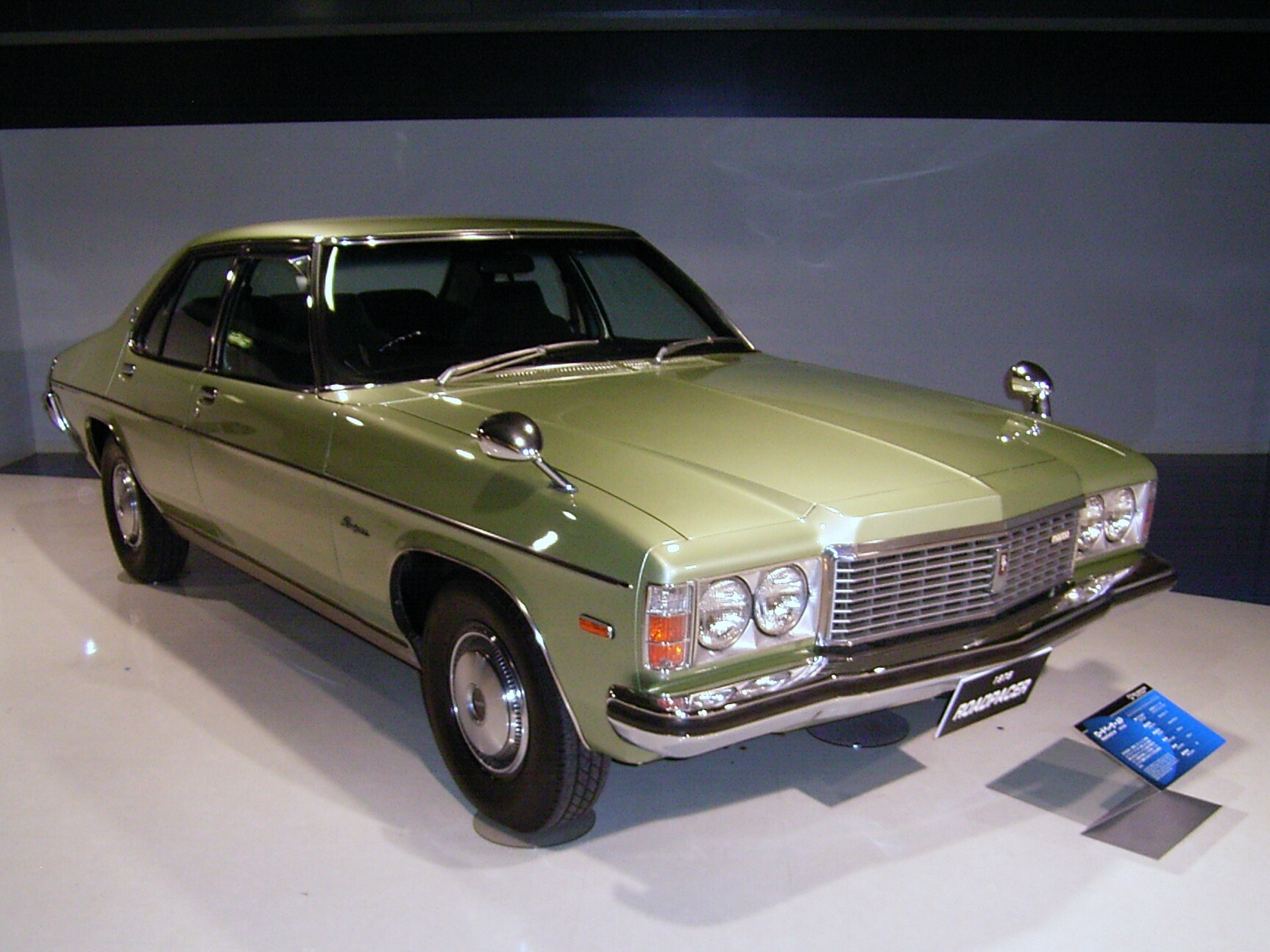
Roadpacer
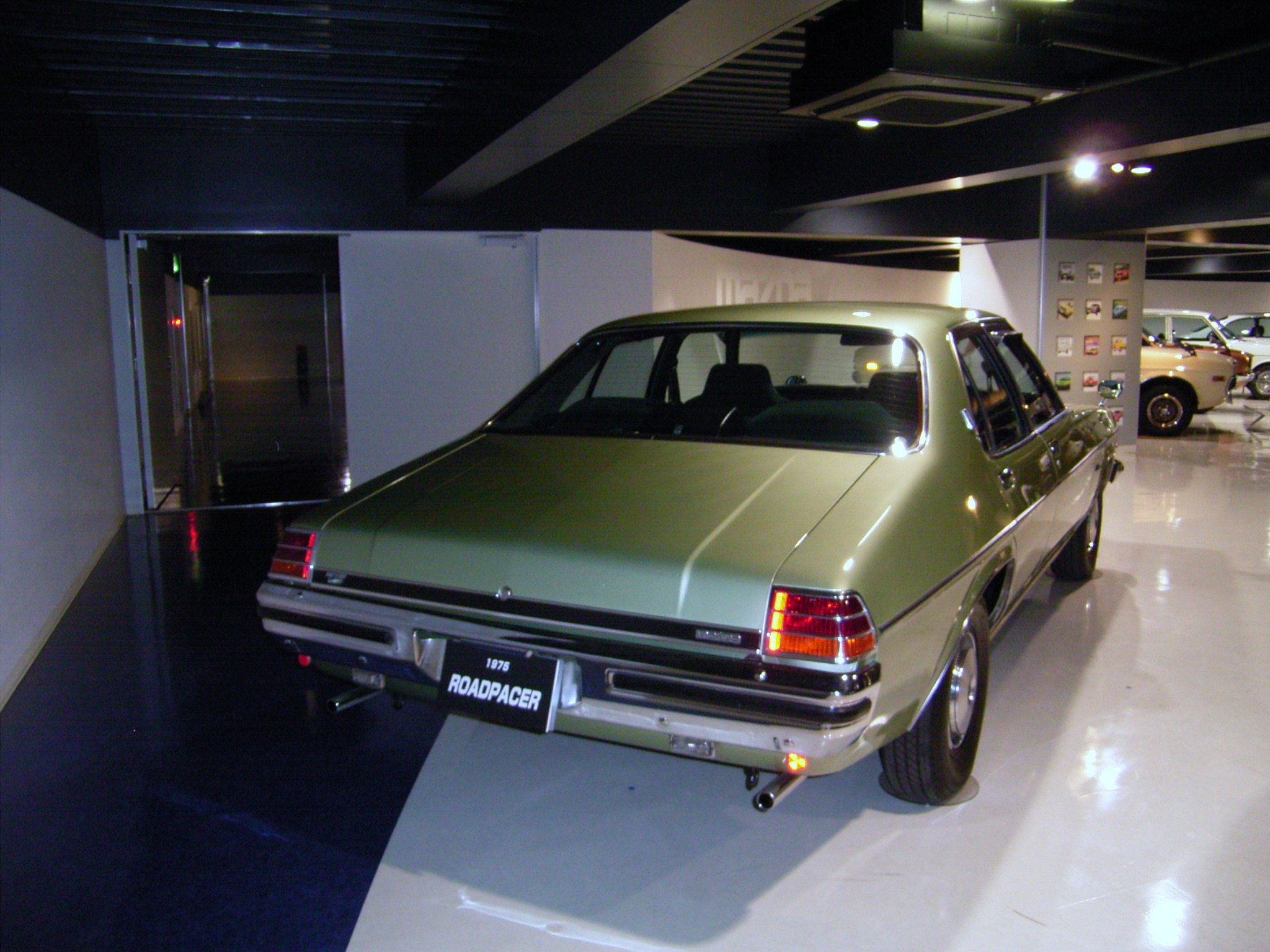
Roadpacer
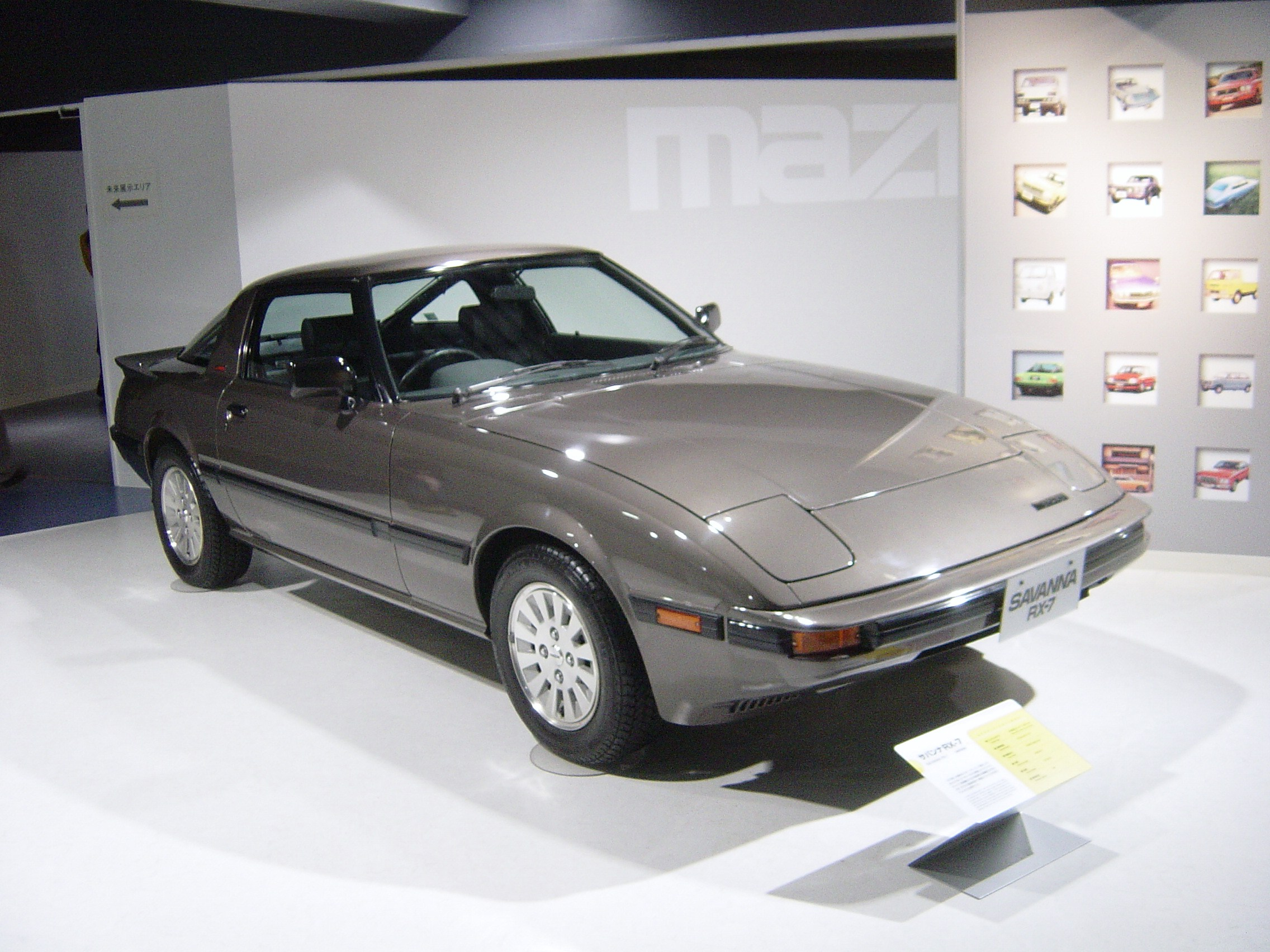
第一代RX-7
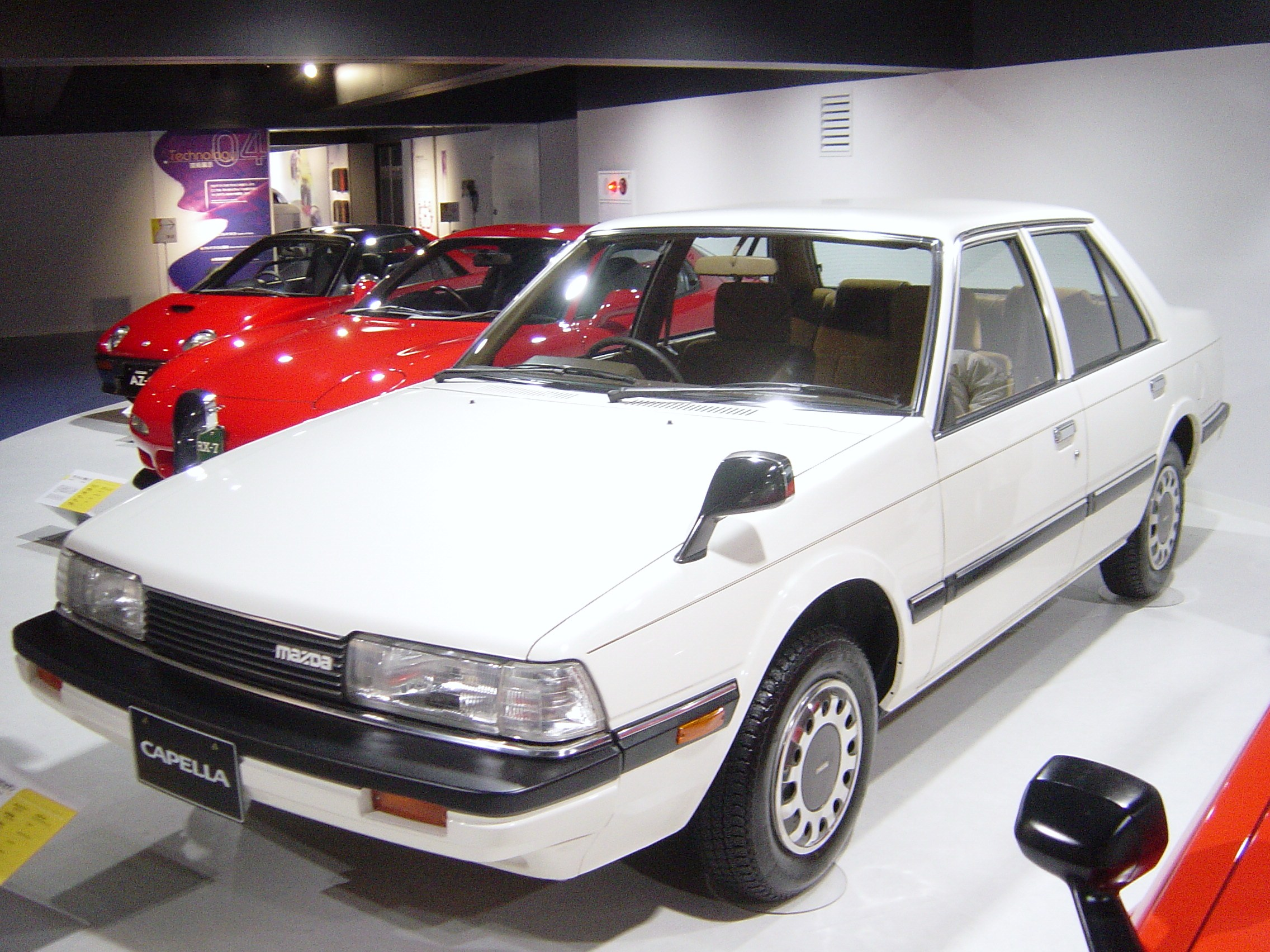
第四代Capella
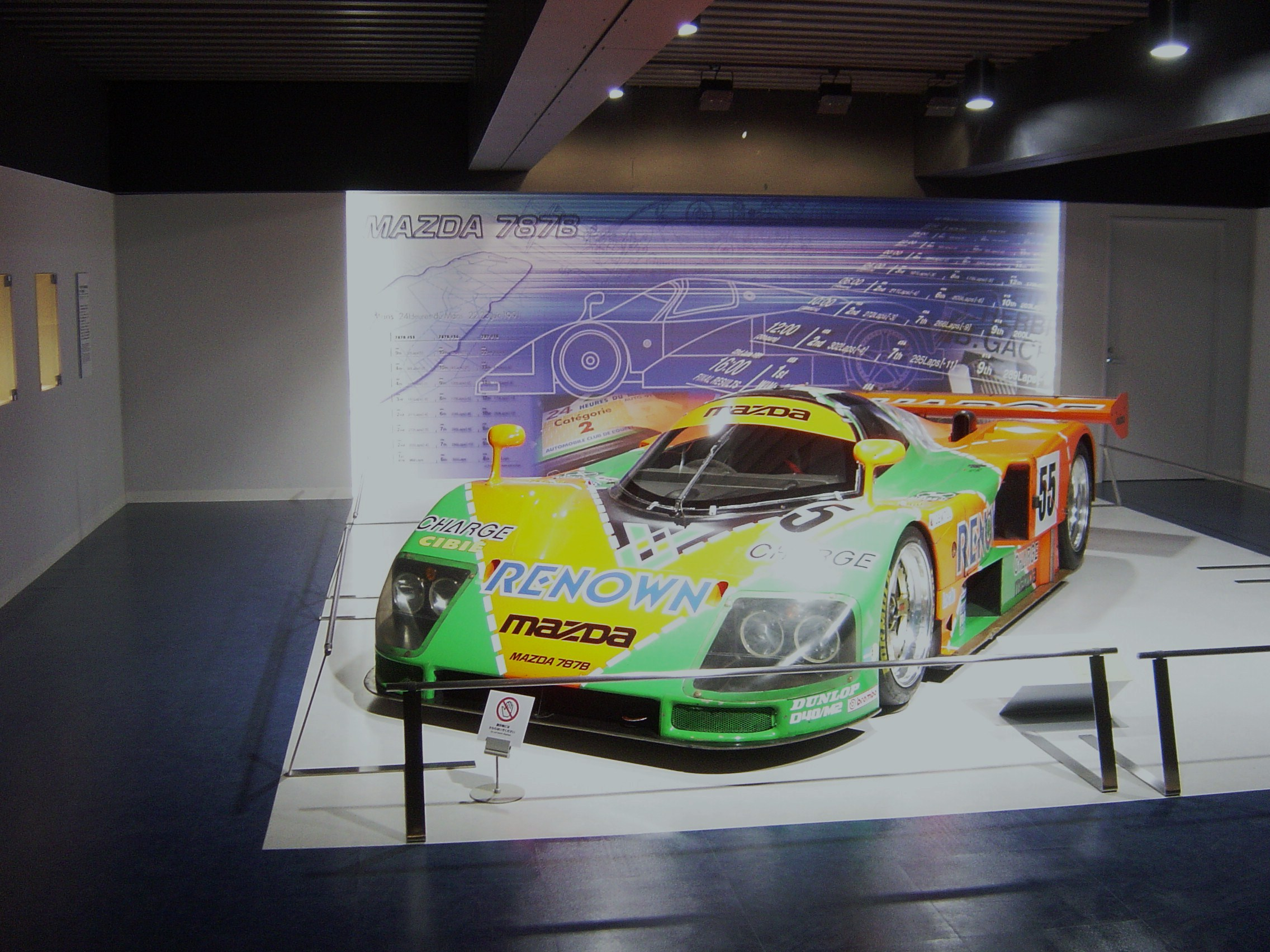
787B
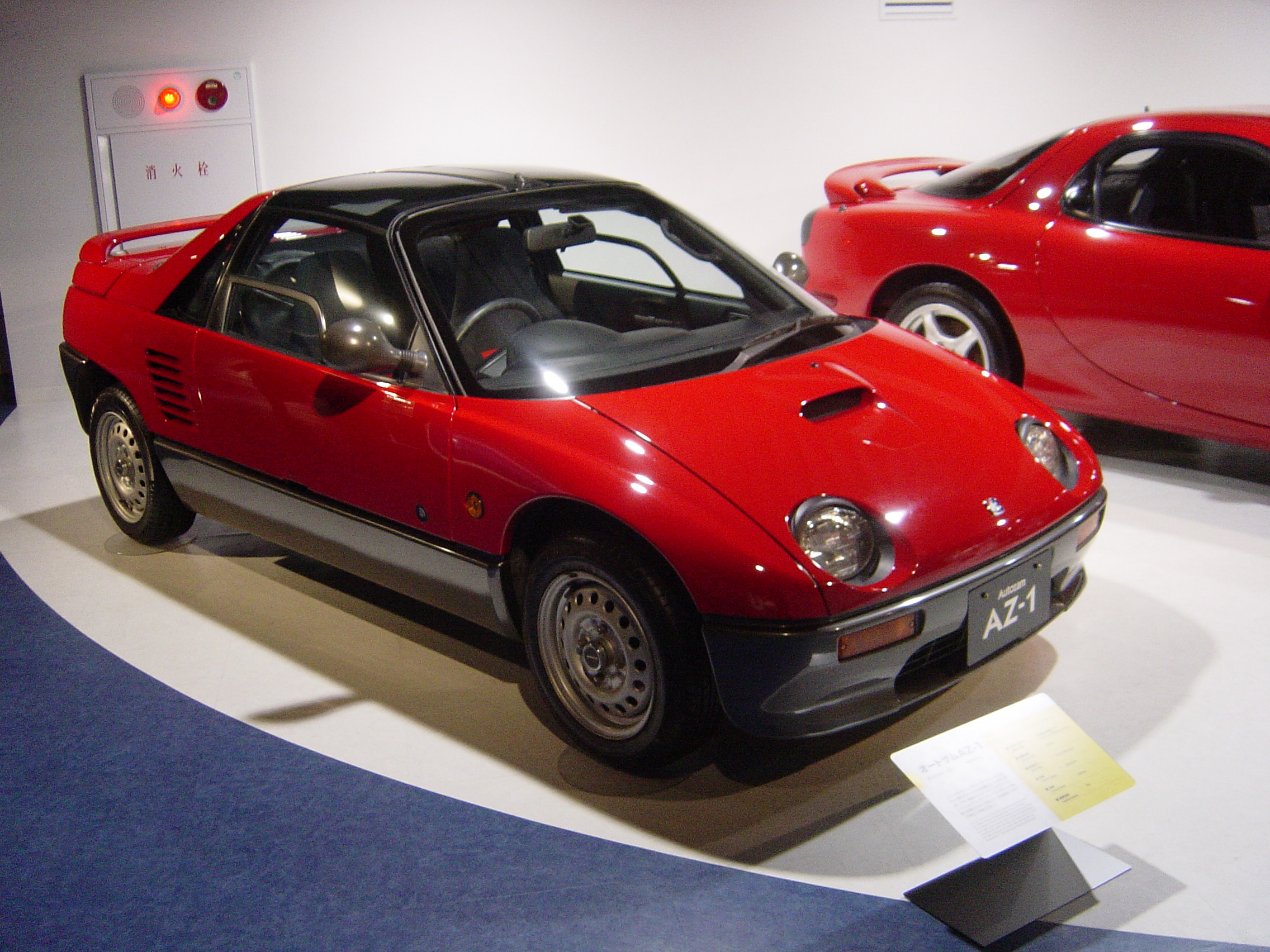
Autozam AZ-1
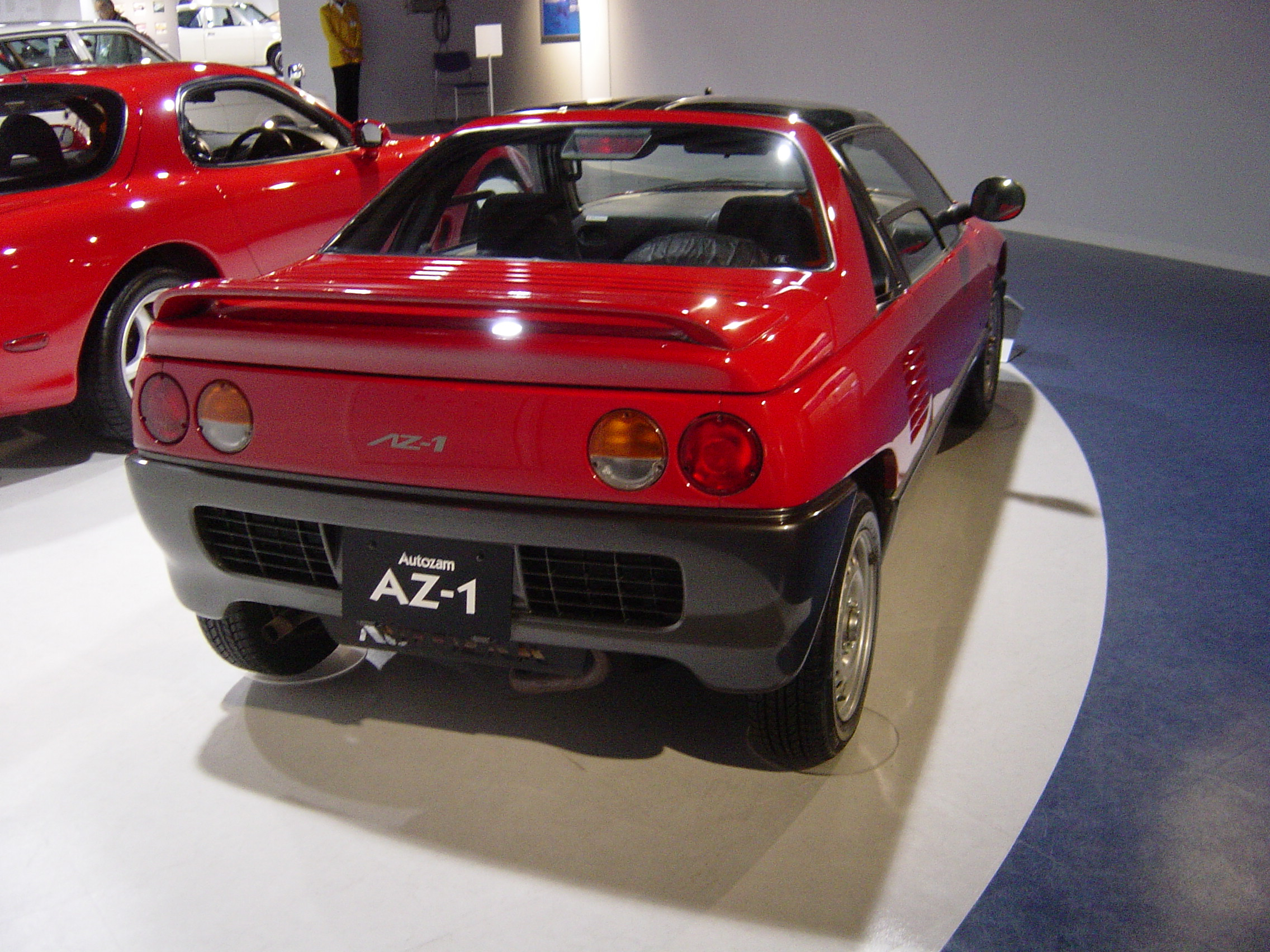
Autozam AZ-1
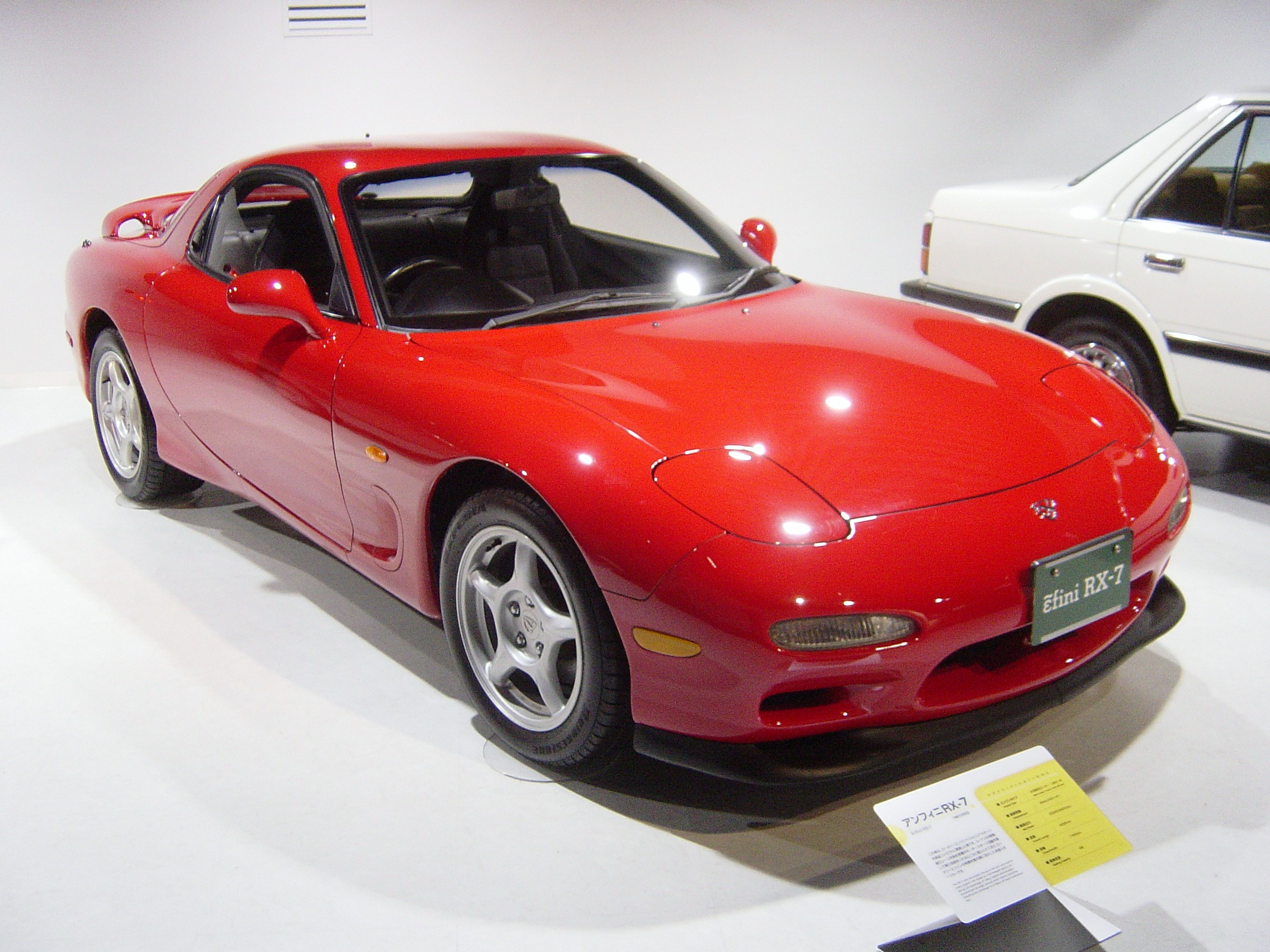
第三代RX-7

### 引擎

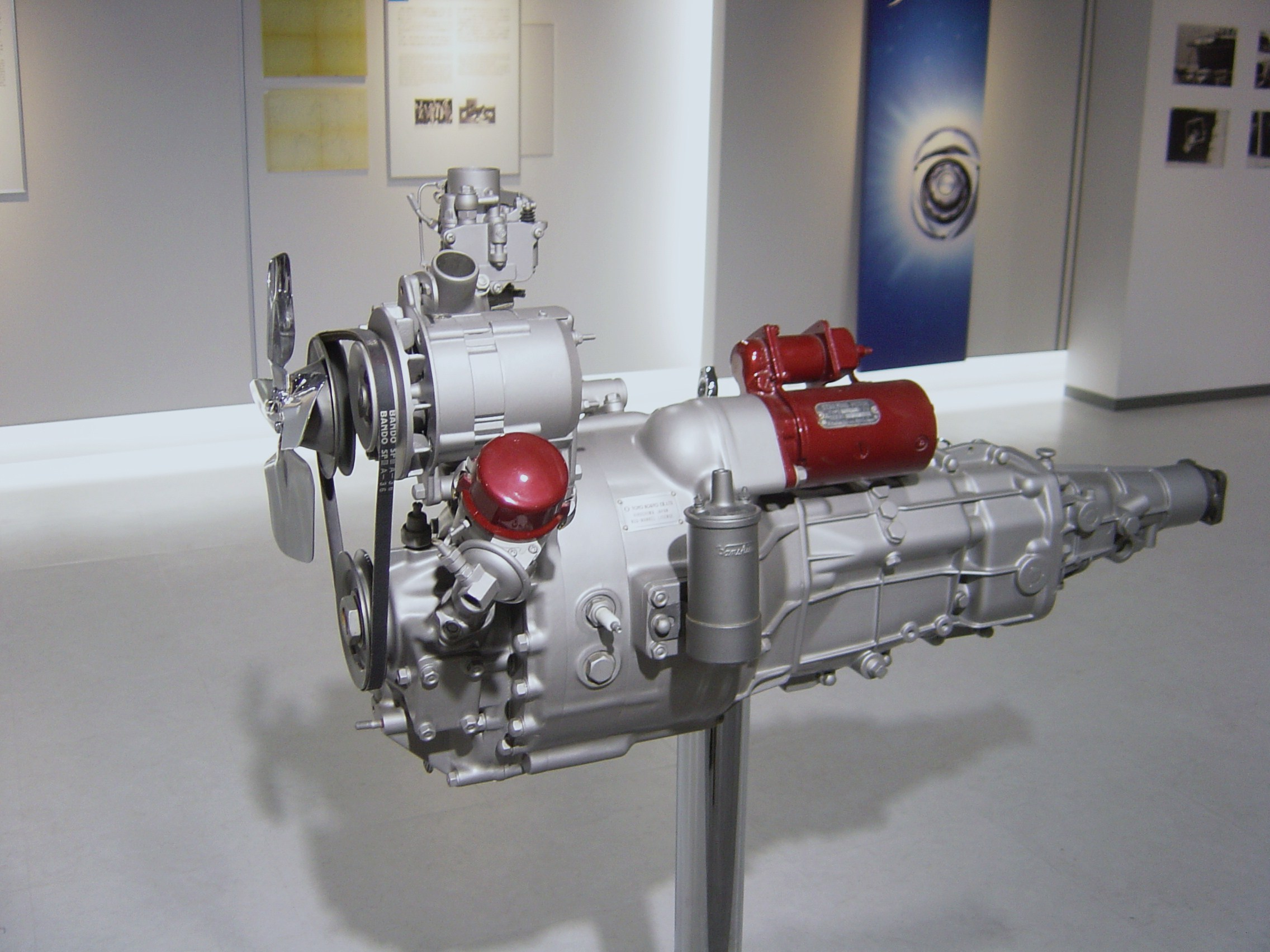
最初的轉子引擎
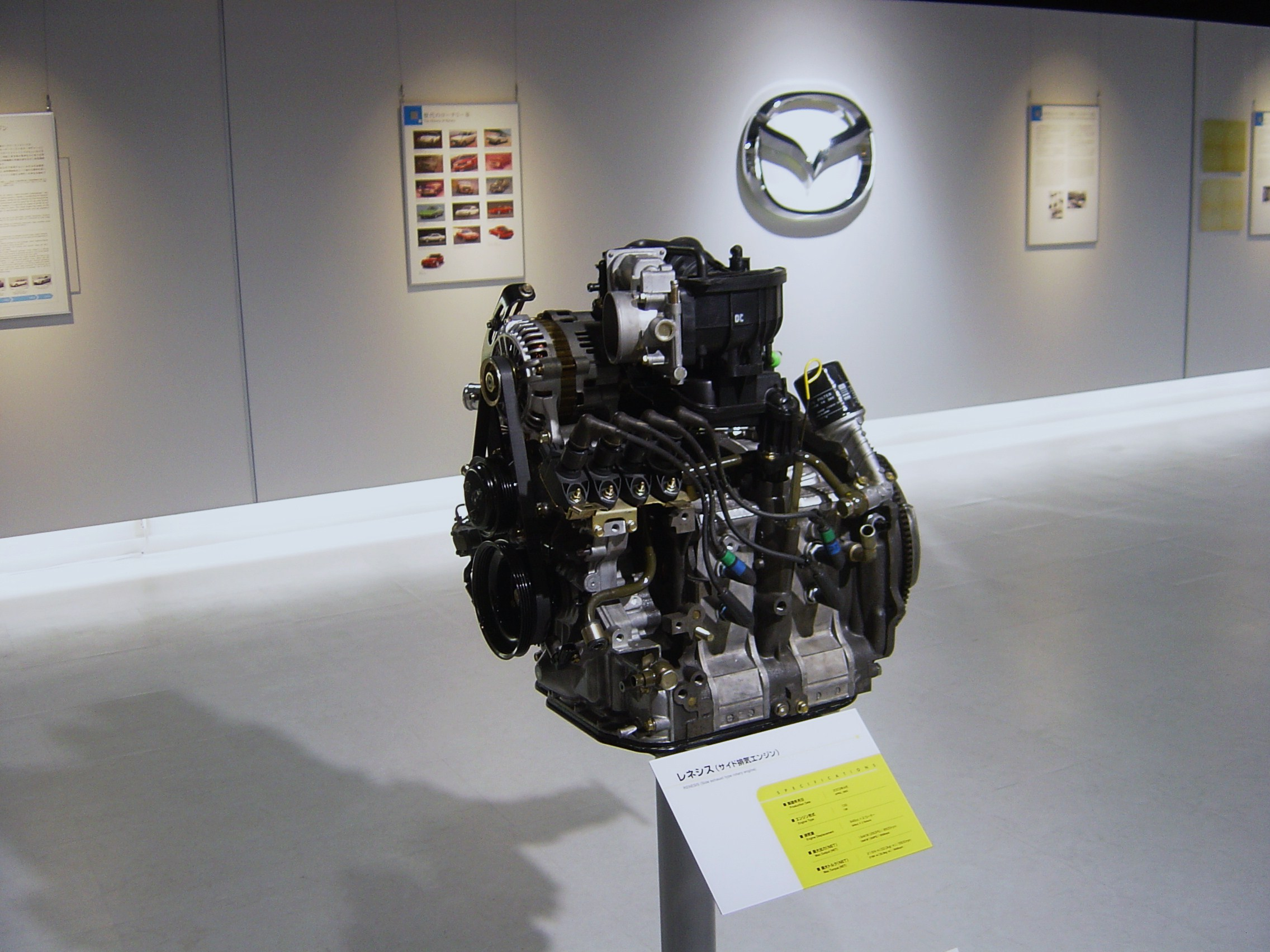
RX-8搭載的Renesis轉子引擎
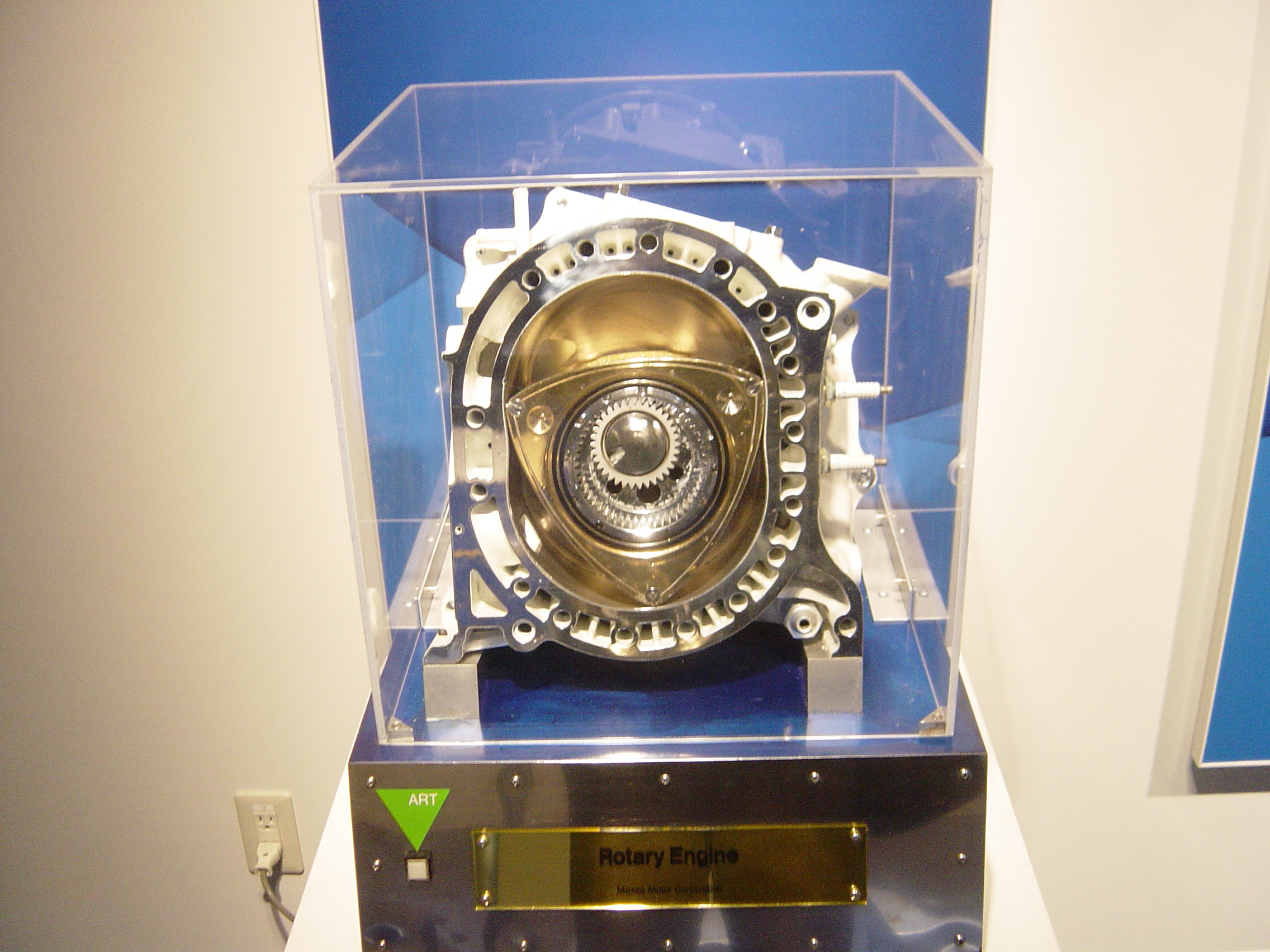
轉子引擎剖面
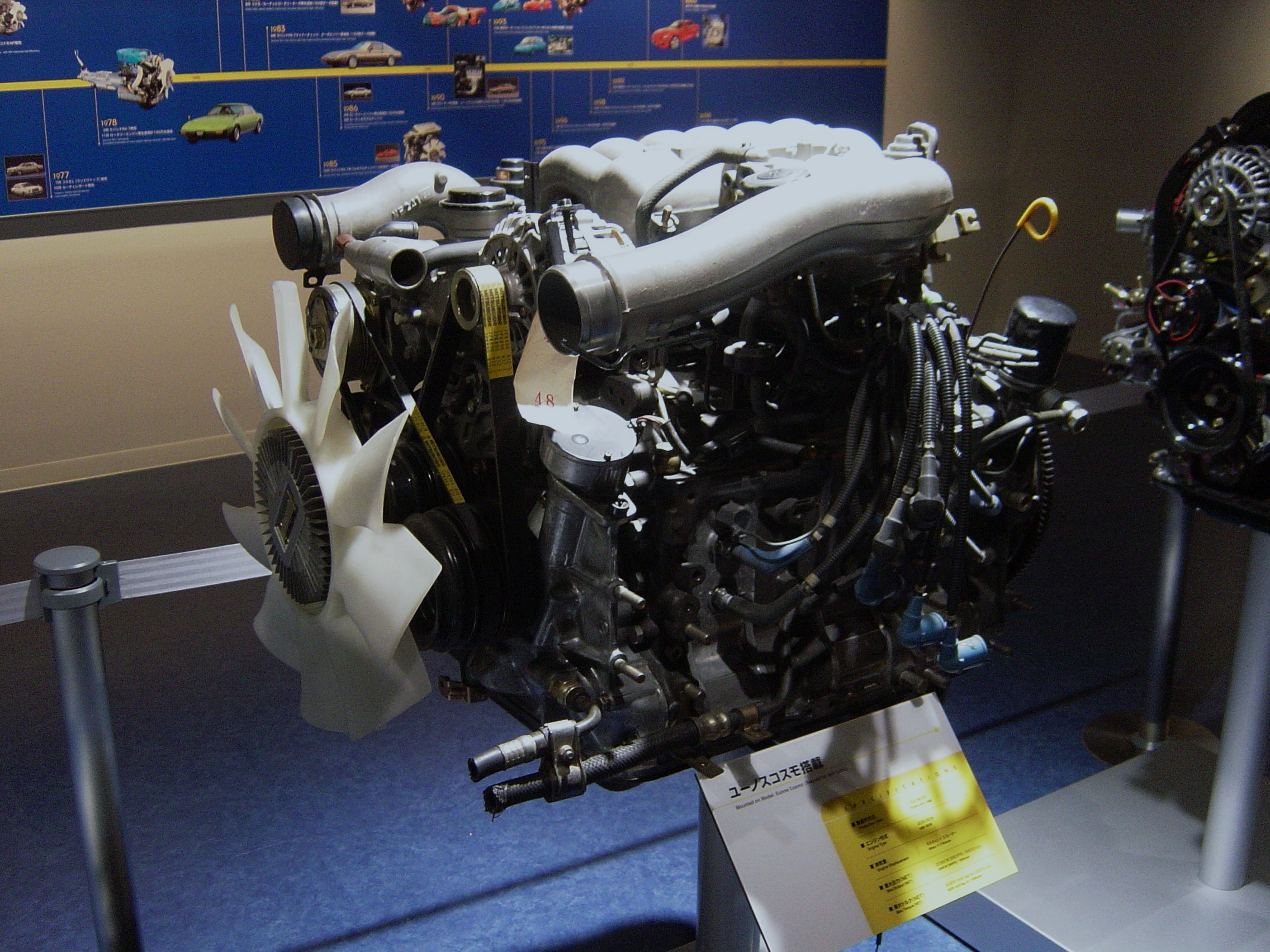
Eunos Cosmo搭載的三轉子引擎

## 孚雷馬自達古董車博物館

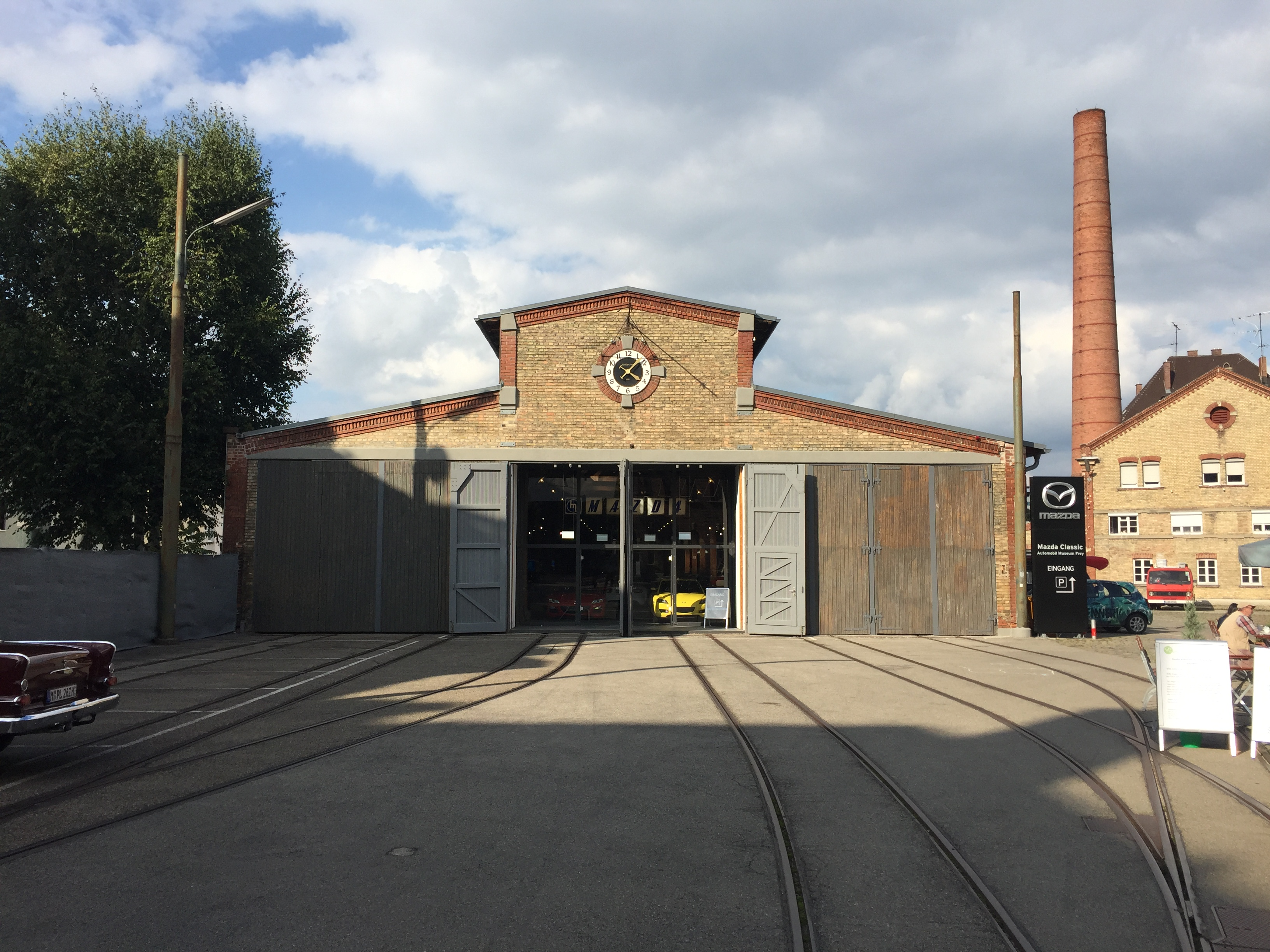
正門

在日本馬自達公司的奧援下，由德國巴伐利亞自由邦奥格斯堡的區域銷售商孚雷汽車成立古董車博物館，並於2017年5月13日開幕。這是馬自達第一座海外博物館，展出45輛歷年車款：包含1967年Cosmo Sport、1969年Luce、1992年RX-7等；甚至包含第一輛進入德國市場銷售的產品馬自達616（即馬自達626）。館場建築物由年代久遠的煤礦車車棚改造而成，具備展場、餐廳和禮品販賣部。

### 展示內容
下列展示品僅為部分而已。

#### 車輛
- Autozam AZ-1
- 第四代626
- B360
- E2000
- 第一代Familia
- K360
- 第一代Luce

## 外部連結
- （日語）日文官方網站 （页面存档备份，存于）
- （英文）英文官方網站 （页面存档备份，存于）
- （德文）德文網站 （页面存档备份，存于）
- （英文）Top Gear: A tour of Mazda's obscure classic car collection （页面存档备份，存于）